# Lista de asteroides (445001-446000)
Esta é uma lista parcial de asteroides, do asteroide número 445001 até o 446000, inclusive. Veja também o índice com todas as listas disponíveis.

| Objeto Próximos à Terra | Cinturão de asteroides (interno) | Cinturão de asteroides (externo) | Centauro       |
| Cruzador de Marte       | Cinturão de asteroides (meio)    | Troianos de Júpiter              | Transnetuniano |

Veja mais dados de cada asteroide na ligação externa para o Minor Planet Center na última coluna.
Índice: 445001... 445101... 445201... 445301... 445401... 445501... 445601... 445701... 445801... 445901... 

## 445001–445100
| Designação | Designação | Descoberta  | Descoberta    | Descobridor(es)     | Categoria | Mais informações / Referência |
| Permanente | Provisória | Data        | Local         | Descobridor(es)     | Categoria | Mais informações / Referência |
| ---------- | ---------- | ----------- | ------------- | ------------------- | --------- | ----------------------------- |
| 445001     | 2008 GT106 | 12 abr 2008 | Kitt Peak     | Spacewatch          | —         | MPC                           |
| 445002     | 2008 GV113 | 6 abr 2008  | Socorro       | LINEAR              | —         | MPC                           |
| 445003     | 2008 GZ119 | 29 fev 2008 | Kitt Peak     | Spacewatch          | —         | MPC                           |
| 445004     | 2008 GX123 | 15 mar 2008 | Kitt Peak     | Spacewatch          | —         | MPC                           |
| 445005     | 2008 GA130 | 4 abr 2008  | Catalina      | CSS                 | —         | MPC                           |
| 445006     | 2008 GQ137 | 6 abr 2008  | Kitt Peak     | Spacewatch          | —         | MPC                           |
| 445007     | 2008 HQ    | 5 nov 2005  | Kitt Peak     | Spacewatch          | —         | MPC                           |
| 445008     | 2008 HJ2   | 25 abr 2008 | Dauban        | F. Kugel            | —         | MPC                           |
| 445009     | 2008 HD11  | 3 abr 2008  | Kitt Peak     | Spacewatch          | —         | MPC                           |
| 445010     | 2008 HE18  | 30 mar 2008 | Kitt Peak     | Spacewatch          | —         | MPC                           |
| 445011     | 2008 HS20  | 26 abr 2008 | Mount Lemmon  | Mount Lemmon Survey | Brangane  | MPC                           |
| 445012     | 2008 HJ26  | 15 mar 2007 | Mount Lemmon  | Mount Lemmon Survey | —         | MPC                           |
| 445013     | 2008 HC37  | 5 abr 2008  | Kitt Peak     | Spacewatch          | Brangane  | MPC                           |
| 445014     | 2008 HE41  | 26 abr 2008 | Mount Lemmon  | Mount Lemmon Survey | —         | MPC                           |
| 445015     | 2008 HK51  | 29 abr 2008 | Kitt Peak     | Spacewatch          | —         | MPC                           |
| 445016     | 2008 HO60  | 15 abr 2008 | Mount Lemmon  | Mount Lemmon Survey | —         | MPC                           |
| 445017     | 2008 HB65  | 29 abr 2008 | Kitt Peak     | Spacewatch          | —         | MPC                           |
| 445018     | 2008 JJ24  | 5 jan 2000  | Kitt Peak     | Spacewatch          | —         | MPC                           |
| 445019     | 2008 JG31  | 30 mar 2008 | Kitt Peak     | Spacewatch          | —         | MPC                           |
| 445020     | 2008 KB30  | 29 mai 2008 | Kitt Peak     | Spacewatch          | —         | MPC                           |
| 445021     | 2008 KK31  | 30 abr 2008 | Kitt Peak     | Spacewatch          | —         | MPC                           |
| 445022     | 2008 KE39  | 30 mai 2008 | Kitt Peak     | Spacewatch          | —         | MPC                           |
| 445023     | 2008 LN11  | 24 abr 2008 | Kitt Peak     | Spacewatch          | —         | MPC                           |
| 445024     | 2008 NT    | 1 jul 2008  | Kitt Peak     | Spacewatch          | —         | MPC                           |
| 445025     | 2008 NS1   | 5 jul 2008  | Siding Spring | SSS                 | —         | MPC                           |
| 445026     | 2008 OX3   | 25 jul 2008 | Siding Spring | SSS                 | —         | MPC                           |
| 445027     | 2008 PO8   | 30 jul 2008 | Mount Lemmon  | Mount Lemmon Survey | —         | MPC                           |
| 445028     | 2008 PD20  | 7 ago 2008  | Kitt Peak     | Spacewatch          | —         | MPC                           |
| 445029     | 2008 QT9   | 21 ago 2008 | Kitt Peak     | Spacewatch          | —         | MPC                           |
| 445030     | 2008 QS37  | 21 ago 2008 | Kitt Peak     | Spacewatch          | —         | MPC                           |
| 445031     | 2008 QS39  | 24 ago 2008 | Kitt Peak     | Spacewatch          | —         | MPC                           |
| 445032     | 2008 RT14  | 24 ago 2008 | Kitt Peak     | Spacewatch          | —         | MPC                           |
| 445033     | 2008 RJ24  | 5 set 2008  | Socorro       | LINEAR              | —         | MPC                           |
| 445034     | 2008 RQ29  | 2 set 2008  | Kitt Peak     | Spacewatch          | —         | MPC                           |
| 445035     | 2008 RG42  | 2 set 2008  | Kitt Peak     | Spacewatch          | —         | MPC                           |
| 445036     | 2008 RR87  | 5 set 2008  | Kitt Peak     | Spacewatch          | —         | MPC                           |
| 445037     | 2008 RA101 | 5 set 2008  | Kitt Peak     | Spacewatch          | —         | MPC                           |
| 445038     | 2008 RL106 | 7 set 2008  | Mount Lemmon  | Mount Lemmon Survey | —         | MPC                           |
| 445039     | 2008 RX115 | 7 set 2008  | Mount Lemmon  | Mount Lemmon Survey | —         | MPC                           |
| 445040     | 2008 RA119 | 2 set 2008  | Kitt Peak     | Spacewatch          | —         | MPC                           |
| 445041     | 2008 RY128 | 11 mar 2000 | Socorro       | LINEAR              | —         | MPC                           |
| 445042     | 2008 RZ139 | 7 set 2008  | Catalina      | CSS                 | —         | MPC                           |
| 445043     | 2008 RM141 | 4 set 2008  | Socorro       | LINEAR              | —         | MPC                           |
| 445044     | 2008 RY145 | 4 set 2008  | Kitt Peak     | Spacewatch          | —         | MPC                           |
| 445045     | 2008 SO27  | 19 set 2008 | Kitt Peak     | Spacewatch          | Mitidika  | MPC                           |
| 445046     | 2008 SL28  | 19 set 2008 | Kitt Peak     | Spacewatch          | —         | MPC                           |
| 445047     | 2008 SP44  | 20 set 2008 | Kitt Peak     | Spacewatch          | —         | MPC                           |
| 445048     | 2008 SK47  | 7 set 2008  | Mount Lemmon  | Mount Lemmon Survey | —         | MPC                           |
| 445049     | 2008 SZ52  | 20 set 2008 | Mount Lemmon  | Mount Lemmon Survey | Mitidika  | MPC                           |
| 445050     | 2008 SG56  | 20 set 2008 | Kitt Peak     | Spacewatch          | —         | MPC                           |
| 445051     | 2008 SZ62  | 21 set 2008 | Kitt Peak     | Spacewatch          | —         | MPC                           |
| 445052     | 2008 SW68  | 22 set 2008 | Kitt Peak     | Spacewatch          | —         | MPC                           |
| 445053     | 2008 SM92  | 9 set 2008  | Mount Lemmon  | Mount Lemmon Survey | —         | MPC                           |
| 445054     | 2008 SG99  | 21 set 2008 | Kitt Peak     | Spacewatch          | —         | MPC                           |
| 445055     | 2008 SV123 | 22 set 2008 | Mount Lemmon  | Mount Lemmon Survey | —         | MPC                           |
| 445056     | 2008 ST132 | 22 set 2008 | Kitt Peak     | Spacewatch          | —         | MPC                           |
| 445057     | 2008 SL139 | 6 set 2008  | Catalina      | CSS                 | —         | MPC                           |
| 445058     | 2008 SO195 | 25 set 2008 | Kitt Peak     | Spacewatch          | Mitidika  | MPC                           |
| 445059     | 2008 SK198 | 20 ago 2004 | Kitt Peak     | Spacewatch          | —         | MPC                           |
| 445060     | 2008 SE202 | 22 set 2008 | Kitt Peak     | Spacewatch          | —         | MPC                           |
| 445061     | 2008 SH202 | 26 set 2008 | Kitt Peak     | Spacewatch          | —         | MPC                           |
| 445062     | 2008 SO202 | 7 set 2008  | Mount Lemmon  | Mount Lemmon Survey | —         | MPC                           |
| 445063     | 2008 SS204 | 26 set 2008 | Kitt Peak     | Spacewatch          | —         | MPC                           |
| 445064     | 2008 SF205 | 26 set 2008 | Kitt Peak     | Spacewatch          | —         | MPC                           |
| 445065     | 2008 SO232 | 7 abr 2005  | Mount Lemmon  | Mount Lemmon Survey | Juno      | MPC                           |
| 445066     | 2008 SD242 | 29 set 2008 | Catalina      | CSS                 | —         | MPC                           |
| 445067     | 2008 SA267 | 22 set 2008 | Mount Lemmon  | Mount Lemmon Survey | —         | MPC                           |
| 445068     | 2008 SE268 | 24 set 2008 | Kitt Peak     | Spacewatch          | Pallas    | MPC                           |
| 445069     | 2008 SD285 | 28 set 2008 | Mount Lemmon  | Mount Lemmon Survey | —         | MPC                           |
| 445070     | 2008 SE288 | 23 set 2008 | Kitt Peak     | Spacewatch          | —         | MPC                           |
| 445071     | 2008 SP297 | 20 set 2008 | Catalina      | CSS                 | —         | MPC                           |
| 445072     | 2008 SQ299 | 22 set 2008 | Kitt Peak     | Spacewatch          | Mitidika  | MPC                           |
| 445073     | 2008 SE300 | 22 set 2008 | Kitt Peak     | Spacewatch          | —         | MPC                           |
| 445074     | 2008 TE16  | 1 out 2008  | Mount Lemmon  | Mount Lemmon Survey | —         | MPC                           |
| 445075     | 2008 TB18  | 1 out 2008  | Mount Lemmon  | Mount Lemmon Survey | —         | MPC                           |
| 445076     | 2008 TP18  | 1 out 2008  | Mount Lemmon  | Mount Lemmon Survey | —         | MPC                           |
| 445077     | 2008 TJ27  | 1 out 2008  | La Sagra      | Mallorca Obs.       | —         | MPC                           |
| 445078     | 2008 TD39  | 1 out 2008  | Kitt Peak     | Spacewatch          | —         | MPC                           |
| 445079     | 2008 TQ42  | 1 out 2008  | Mount Lemmon  | Mount Lemmon Survey | —         | MPC                           |
| 445080     | 2008 TY43  | 1 out 2008  | Mount Lemmon  | Mount Lemmon Survey | —         | MPC                           |
| 445081     | 2008 TL55  | 2 out 2008  | Kitt Peak     | Spacewatch          | —         | MPC                           |
| 445082     | 2008 TJ74  | 2 out 2008  | Kitt Peak     | Spacewatch          | —         | MPC                           |
| 445083     | 2008 TV87  | 21 set 2008 | Kitt Peak     | Spacewatch          | —         | MPC                           |
| 445084     | 2008 TY87  | 25 set 2008 | Kitt Peak     | Spacewatch          | —         | MPC                           |
| 445085     | 2008 TR96  | 4 set 2008  | Kitt Peak     | Spacewatch          | —         | MPC                           |
| 445086     | 2008 TF109 | 6 out 2008  | Mount Lemmon  | Mount Lemmon Survey | —         | MPC                           |
| 445087     | 2008 TQ110 | 23 set 2008 | Catalina      | CSS                 | —         | MPC                           |
| 445088     | 2008 TW121 | 23 set 2008 | Catalina      | CSS                 | —         | MPC                           |
| 445089     | 2008 TV136 | 21 set 2008 | Kitt Peak     | Spacewatch          | —         | MPC                           |
| 445090     | 2008 TF146 | 9 out 2008  | Mount Lemmon  | Mount Lemmon Survey | Mitidika  | MPC                           |
| 445091     | 2008 TQ161 | 6 out 2008  | Mount Lemmon  | Mount Lemmon Survey | —         | MPC                           |
| 445092     | 2008 TV161 | 8 out 2008  | Kitt Peak     | Spacewatch          | —         | MPC                           |
| 445093     | 2008 TL166 | 7 out 2008  | Mount Lemmon  | Mount Lemmon Survey | —         | MPC                           |
| 445094     | 2008 TM174 | 6 out 2008  | Kitt Peak     | Spacewatch          | —         | MPC                           |
| 445095     | 2008 TG175 | 8 out 2008  | Mount Lemmon  | Mount Lemmon Survey | —         | MPC                           |
| 445096     | 2008 TS179 | 25 dez 2005 | Mount Lemmon  | Mount Lemmon Survey | —         | MPC                           |
| 445097     | 2008 TU181 | 1 out 2008  | Kitt Peak     | Spacewatch          | —         | MPC                           |
| 445098     | 2008 UQ40  | 20 out 2008 | Kitt Peak     | Spacewatch          | Mitidika  | MPC                           |
| 445099     | 2008 UG42  | 24 set 2008 | Mount Lemmon  | Mount Lemmon Survey | —         | MPC                           |
| 445100     | 2008 UL45  | 20 out 2008 | Mount Lemmon  | Mount Lemmon Survey | Mitidika  | MPC                           |

## 445101–445200
| Designação | Designação | Descoberta  | Descoberta   | Descobridor(es)           | Categoria | Mais informações / Referência |
| Permanente | Provisória | Data        | Local        | Descobridor(es)           | Categoria | Mais informações / Referência |
| ---------- | ---------- | ----------- | ------------ | ------------------------- | --------- | ----------------------------- |
| 445101     | 2008 UR45  | 20 out 2008 | Mount Lemmon | Mount Lemmon Survey       | —         | MPC                           |
| 445102     | 2008 UO52  | 20 out 2008 | Kitt Peak    | Spacewatch                | —         | MPC                           |
| 445103     | 2008 UO61  | 21 out 2008 | Kitt Peak    | Spacewatch                | —         | MPC                           |
| 445104     | 2008 UR64  | 21 out 2008 | Kitt Peak    | Spacewatch                | —         | MPC                           |
| 445105     | 2008 UE71  | 21 out 2008 | Kitt Peak    | Spacewatch                | —         | MPC                           |
| 445106     | 2008 UE73  | 21 out 2008 | Kitt Peak    | Spacewatch                | —         | MPC                           |
| 445107     | 2008 UU82  | 22 out 2008 | Kitt Peak    | Spacewatch                | —         | MPC                           |
| 445108     | 2008 UU105 | 21 out 2008 | Kitt Peak    | Spacewatch                | —         | MPC                           |
| 445109     | 2008 UW122 | 22 out 2008 | Kitt Peak    | Spacewatch                | —         | MPC                           |
| 445110     | 2008 UB129 | 9 out 2008  | Kitt Peak    | Spacewatch                | —         | MPC                           |
| 445111     | 2008 UL135 | 6 set 2008  | Mount Lemmon | Mount Lemmon Survey       | —         | MPC                           |
| 445112     | 2008 UM140 | 23 out 2008 | Kitt Peak    | Spacewatch                | —         | MPC                           |
| 445113     | 2008 UZ151 | 23 out 2008 | Mount Lemmon | Mount Lemmon Survey       | —         | MPC                           |
| 445114     | 2008 UJ154 | 23 out 2008 | Kitt Peak    | Spacewatch                | —         | MPC                           |
| 445115     | 2008 UB156 | 23 out 2008 | Kitt Peak    | Spacewatch                | Mitidika  | MPC                           |
| 445116     | 2008 UK169 | 24 out 2008 | Kitt Peak    | Spacewatch                | —         | MPC                           |
| 445117     | 2008 UQ181 | 24 out 2008 | Mount Lemmon | Mount Lemmon Survey       | —         | MPC                           |
| 445118     | 2008 UM197 | 27 out 2008 | Mount Lemmon | Mount Lemmon Survey       | —         | MPC                           |
| 445119     | 2008 UE210 | 23 out 2008 | Kitt Peak    | Spacewatch                | Pallas    | MPC                           |
| 445120     | 2008 UL225 | 25 out 2008 | Kitt Peak    | Spacewatch                | —         | MPC                           |
| 445121     | 2008 UL256 | 27 out 2008 | Kitt Peak    | Spacewatch                | Mitidika  | MPC                           |
| 445122     | 2008 UN263 | 27 out 2008 | Kitt Peak    | Spacewatch                | —         | MPC                           |
| 445123     | 2008 UQ263 | 27 out 2008 | Kitt Peak    | Spacewatch                | Mitidika  | MPC                           |
| 445124     | 2008 UC268 | 21 set 2008 | Mount Lemmon | Mount Lemmon Survey       | —         | MPC                           |
| 445125     | 2008 UD286 | 28 out 2008 | Mount Lemmon | Mount Lemmon Survey       | Juno      | MPC                           |
| 445126     | 2008 UF300 | 12 out 2004 | Kitt Peak    | Spacewatch                | —         | MPC                           |
| 445127     | 2008 UC323 | 31 out 2008 | Kitt Peak    | Spacewatch                | —         | MPC                           |
| 445128     | 2008 UY356 | 23 out 2008 | Kitt Peak    | Spacewatch                | —         | MPC                           |
| 445129     | 2008 VE20  | 1 nov 2008  | Mount Lemmon | Mount Lemmon Survey       | —         | MPC                           |
| 445130     | 2008 VV39  | 2 nov 2008  | Kitt Peak    | Spacewatch                | —         | MPC                           |
| 445131     | 2008 VE46  | 8 jun 2007  | Kitt Peak    | Spacewatch                | —         | MPC                           |
| 445132     | 2008 VD64  | 20 set 2008 | Mount Lemmon | Mount Lemmon Survey       | —         | MPC                           |
| 445133     | 2008 WB3   | 17 nov 2008 | Kitt Peak    | Spacewatch                | —         | MPC                           |
| 445134     | 2008 WT3   | 17 nov 2008 | Kitt Peak    | Spacewatch                | —         | MPC                           |
| 445135     | 2008 WH5   | 17 nov 2008 | Kitt Peak    | Spacewatch                | Mitidika  | MPC                           |
| 445136     | 2008 WR5   | 17 nov 2008 | Kitt Peak    | Spacewatch                | —         | MPC                           |
| 445137     | 2008 WH12  | 18 nov 2008 | Catalina     | CSS                       | —         | MPC                           |
| 445138     | 2008 WZ23  | 18 nov 2008 | Catalina     | CSS                       | Mitidika  | MPC                           |
| 445139     | 2008 WD38  | 8 set 2004  | Socorro      | LINEAR                    | —         | MPC                           |
| 445140     | 2008 WR42  | 17 nov 2008 | Kitt Peak    | Spacewatch                | —         | MPC                           |
| 445141     | 2008 WO77  | 20 nov 2008 | Kitt Peak    | Spacewatch                | —         | MPC                           |
| 445142     | 2008 WY89  | 22 nov 2008 | Mount Lemmon | Mount Lemmon Survey       | —         | MPC                           |
| 445143     | 2008 WX94  | 26 nov 2008 | Vicques      | M. Ory                    | —         | MPC                           |
| 445144     | 2008 WL97  | 30 out 2008 | Catalina     | CSS                       | —         | MPC                           |
| 445145     | 2008 WG109 | 30 nov 2008 | Kitt Peak    | Spacewatch                | —         | MPC                           |
| 445146     | 2008 WZ129 | 19 nov 2008 | Mount Lemmon | Mount Lemmon Survey       | —         | MPC                           |
| 445147     | 2008 WG130 | 10 out 2004 | Kitt Peak    | Spacewatch                | Mitidika  | MPC                           |
| 445148     | 2008 WF133 | 19 nov 2008 | Mount Lemmon | Mount Lemmon Survey       | —         | MPC                           |
| 445149     | 2008 WT135 | 19 nov 2008 | Kitt Peak    | Spacewatch                | —         | MPC                           |
| 445150     | 2008 WM139 | 30 nov 2008 | Socorro      | LINEAR                    | —         | MPC                           |
| 445151     | 2008 XA3   | 1 dez 2008  | Dauban       | F. Kugel                  | —         | MPC                           |
| 445152     | 2008 XQ48  | 4 dez 2008  | Mount Lemmon | Mount Lemmon Survey       | —         | MPC                           |
| 445153     | 2008 XY54  | 5 dez 2008  | Kitt Peak    | Spacewatch                | —         | MPC                           |
| 445154     | 2008 YW    | 17 dez 2008 | Nazaret      | G. Muler, J. M. Ruiz      | —         | MPC                           |
| 445155     | 2008 YS7   | 21 dez 2008 | La Sagra     | Mallorca Obs.             | —         | MPC                           |
| 445156     | 2008 YH31  | 26 dez 2008 | Weihai       | Shandong University       | Mitidika  | MPC                           |
| 445157     | 2008 YW38  | 7 jan 2005  | Kitt Peak    | Spacewatch                | —         | MPC                           |
| 445158     | 2008 YT50  | 29 dez 2008 | Mount Lemmon | Mount Lemmon Survey       | —         | MPC                           |
| 445159     | 2008 YT74  | 30 dez 2008 | Kitt Peak    | Spacewatch                | —         | MPC                           |
| 445160     | 2008 YP109 | 19 nov 2008 | Mount Lemmon | Mount Lemmon Survey       | —         | MPC                           |
| 445161     | 2008 YU122 | 10 ago 2007 | Kitt Peak    | Spacewatch                | —         | MPC                           |
| 445162     | 2008 YM137 | 22 dez 2008 | Kitt Peak    | Spacewatch                | —         | MPC                           |
| 445163     | 2008 YY151 | 22 dez 2008 | Mount Lemmon | Mount Lemmon Survey       | —         | MPC                           |
| 445164     | 2008 YF152 | 22 dez 2008 | Kitt Peak    | Spacewatch                | —         | MPC                           |
| 445165     | 2008 YD157 | 22 dez 2008 | Kitt Peak    | Spacewatch                | —         | MPC                           |
| 445166     | 2008 YO157 | 21 dez 2008 | Mount Lemmon | Mount Lemmon Survey       | Mitidika  | MPC                           |
| 445167     | 2008 YQ171 | 31 dez 2008 | Socorro      | LINEAR                    | —         | MPC                           |
| 445168     | 2009 AY17  | 2 jan 2009  | Kitt Peak    | Spacewatch                | —         | MPC                           |
| 445169     | 2009 AQ28  | 8 jan 2009  | Kitt Peak    | Spacewatch                | —         | MPC                           |
| 445170     | 2009 BJ24  | 9 out 2007  | Kitt Peak    | Spacewatch                | —         | MPC                           |
| 445171     | 2009 BH27  | 16 jan 2009 | Kitt Peak    | Spacewatch                | —         | MPC                           |
| 445172     | 2009 BM41  | 16 jan 2009 | Kitt Peak    | Spacewatch                | —         | MPC                           |
| 445173     | 2009 BC46  | 16 jan 2009 | Kitt Peak    | Spacewatch                | —         | MPC                           |
| 445174     | 2009 BD50  | 1 jan 2009  | Mount Lemmon | Mount Lemmon Survey       | —         | MPC                           |
| 445175     | 2009 BG65  | 20 jan 2009 | Kitt Peak    | Spacewatch                | —         | MPC                           |
| 445176     | 2009 BR70  | 21 nov 2008 | Mount Lemmon | Mount Lemmon Survey       | —         | MPC                           |
| 445177     | 2009 BO76  | 31 dez 2008 | Mount Lemmon | Mount Lemmon Survey       | —         | MPC                           |
| 445178     | 2009 BU83  | 31 jan 2009 | Kitt Peak    | Spacewatch                | —         | MPC                           |
| 445179     | 2009 BF88  | 16 jan 2005 | Kitt Peak    | Spacewatch                | —         | MPC                           |
| 445180     | 2009 BL97  | 25 jan 2009 | Kitt Peak    | Spacewatch                | —         | MPC                           |
| 445181     | 2009 BC106 | 25 jan 2009 | Kitt Peak    | Spacewatch                | —         | MPC                           |
| 445182     | 2009 BY112 | 31 jan 2009 | Mount Lemmon | Mount Lemmon Survey       | —         | MPC                           |
| 445183     | 2009 BY141 | 16 jan 2009 | Kitt Peak    | Spacewatch                | —         | MPC                           |
| 445184     | 2009 BL152 | 16 jan 2009 | Kitt Peak    | Spacewatch                | —         | MPC                           |
| 445185     | 2009 BE156 | 31 jan 2009 | Kitt Peak    | Spacewatch                | —         | MPC                           |
| 445186     | 2009 BK158 | 30 dez 2008 | Mount Lemmon | Mount Lemmon Survey       | —         | MPC                           |
| 445187     | 2009 BM176 | 31 jan 2009 | Kitt Peak    | Spacewatch                | —         | MPC                           |
| 445188     | 2009 BB180 | 15 jan 2009 | Kitt Peak    | Spacewatch                | —         | MPC                           |
| 445189     | 2009 BL187 | 30 jan 2009 | Mount Lemmon | Mount Lemmon Survey       | —         | MPC                           |
| 445190     | 2009 CW3   | 2 fev 2009  | Moletai      | K. Černis, J. Zdanavičius | —         | MPC                           |
| 445191     | 2009 CW15  | 3 fev 2009  | Kitt Peak    | Spacewatch                | —         | MPC                           |
| 445192     | 2009 CW22  | 1 fev 2009  | Kitt Peak    | Spacewatch                | —         | MPC                           |
| 445193     | 2009 CB38  | 14 fev 2009 | Dauban       | F. Kugel                  | —         | MPC                           |
| 445194     | 2009 CY58  | 4 fev 2009  | Mount Lemmon | Mount Lemmon Survey       | —         | MPC                           |
| 445195     | 2009 CD63  | 14 fev 2009 | Kitt Peak    | Spacewatch                | —         | MPC                           |
| 445196     | 2009 DN22  | 3 fev 2009  | Kitt Peak    | Spacewatch                | Mitidika  | MPC                           |
| 445197     | 2009 DH43  | 25 fev 2009 | Dauban       | F. Kugel                  | —         | MPC                           |
| 445198     | 2009 DB54  | 22 fev 2009 | Kitt Peak    | Spacewatch                | —         | MPC                           |
| 445199     | 2009 DN54  | 22 fev 2009 | Kitt Peak    | Spacewatch                | —         | MPC                           |
| 445200     | 2009 DX60  | 22 fev 2009 | Kitt Peak    | Spacewatch                | —         | MPC                           |

## 445201–445300
| Designação | Designação | Descoberta  | Descoberta    | Descobridor(es)     | Categoria | Mais informações / Referência |
| Permanente | Provisória | Data        | Local         | Descobridor(es)     | Categoria | Mais informações / Referência |
| ---------- | ---------- | ----------- | ------------- | ------------------- | --------- | ----------------------------- |
| 445201     | 2009 DT67  | 1 jan 2009  | Kitt Peak     | Spacewatch          | —         | MPC                           |
| 445202     | 2009 DG73  | 25 fev 2009 | Calar Alto    | F. Hormuth          | —         | MPC                           |
| 445203     | 2009 DG78  | 21 fev 2009 | Kitt Peak     | Spacewatch          | —         | MPC                           |
| 445204     | 2009 DS80  | 22 fev 2009 | Kitt Peak     | Spacewatch          | Phocaea   | MPC                           |
| 445205     | 2009 DZ98  | 26 fev 2009 | Kitt Peak     | Spacewatch          | —         | MPC                           |
| 445206     | 2009 DH100 | 26 fev 2009 | Kitt Peak     | Spacewatch          | —         | MPC                           |
| 445207     | 2009 DZ104 | 26 fev 2009 | Kitt Peak     | Spacewatch          | —         | MPC                           |
| 445208     | 2009 DB105 | 26 fev 2009 | Kitt Peak     | Spacewatch          | —         | MPC                           |
| 445209     | 2009 DL110 | 20 fev 2009 | Catalina      | CSS                 | —         | MPC                           |
| 445210     | 2009 DR110 | 18 out 2007 | Mount Lemmon  | Mount Lemmon Survey | —         | MPC                           |
| 445211     | 2009 DC116 | 27 fev 2009 | Kitt Peak     | Spacewatch          | —         | MPC                           |
| 445212     | 2009 DA119 | 27 fev 2009 | Kitt Peak     | Spacewatch          | —         | MPC                           |
| 445213     | 2009 DP119 | 6 abr 2005  | Mount Lemmon  | Mount Lemmon Survey | —         | MPC                           |
| 445214     | 2009 DG126 | 19 fev 2009 | Kitt Peak     | Spacewatch          | —         | MPC                           |
| 445215     | 2009 EN16  | 15 mar 2009 | Kitt Peak     | Spacewatch          | —         | MPC                           |
| 445216     | 2009 EL17  | 15 mar 2009 | Kitt Peak     | Spacewatch          | —         | MPC                           |
| 445217     | 2009 FH6   | 16 mar 2009 | Kitt Peak     | Spacewatch          | —         | MPC                           |
| 445218     | 2009 FS8   | 24 fev 2009 | Kitt Peak     | Spacewatch          | —         | MPC                           |
| 445219     | 2009 FQ9   | 28 ago 2006 | Kitt Peak     | Spacewatch          | —         | MPC                           |
| 445220     | 2009 FO34  | 31 dez 2008 | Kitt Peak     | Spacewatch          | Meliboea  | MPC                           |
| 445221     | 2009 FL36  | 28 fev 2009 | Kitt Peak     | Spacewatch          | —         | MPC                           |
| 445222     | 2009 FC52  | 28 mar 2009 | Mount Lemmon  | Mount Lemmon Survey | —         | MPC                           |
| 445223     | 2009 FX58  | 27 fev 2009 | Kitt Peak     | Spacewatch          | —         | MPC                           |
| 445224     | 2009 FG63  | 25 set 1998 | Kitt Peak     | Spacewatch          | —         | MPC                           |
| 445225     | 2009 FU64  | 16 mar 2009 | Kitt Peak     | Spacewatch          | —         | MPC                           |
| 445226     | 2009 FB73  | 21 mar 2009 | Kitt Peak     | Spacewatch          | —         | MPC                           |
| 445227     | 2009 HM6   | 17 abr 2009 | Kitt Peak     | Spacewatch          | —         | MPC                           |
| 445228     | 2009 HQ25  | 18 abr 2009 | Kitt Peak     | Spacewatch          | —         | MPC                           |
| 445229     | 2009 HD38  | 31 dez 2008 | Kitt Peak     | Spacewatch          | —         | MPC                           |
| 445230     | 2009 HK52  | 17 abr 2009 | Catalina      | CSS                 | —         | MPC                           |
| 445231     | 2009 HK82  | 8 out 2007  | Catalina      | CSS                 | —         | MPC                           |
| 445232     | 2009 HQ82  | 19 mar 2009 | Mount Lemmon  | Mount Lemmon Survey | —         | MPC                           |
| 445233     | 2009 HL91  | 27 abr 2009 | Catalina      | CSS                 | —         | MPC                           |
| 445234     | 2009 HZ103 | 20 abr 2009 | Kitt Peak     | Spacewatch          | —         | MPC                           |
| 445235     | 2009 JZ2   | 19 mar 2009 | Kitt Peak     | Spacewatch          | —         | MPC                           |
| 445236     | 2009 JH14  | 1 mai 2009  | Cerro Burek   | Alianza S4 Obs.     | —         | MPC                           |
| 445237     | 2009 KA    | 2 mai 2009  | Mount Lemmon  | Mount Lemmon Survey | —         | MPC                           |
| 445238     | 2009 KN6   | 1 mai 2009  | Catalina      | CSS                 | —         | MPC                           |
| 445239     | 2009 KS13  | 18 abr 2009 | Kitt Peak     | Spacewatch          | —         | MPC                           |
| 445240     | 2009 KW18  | 27 mai 2009 | Kitt Peak     | Spacewatch          | —         | MPC                           |
| 445241     | 2009 KU37  | 16 nov 2006 | Mount Lemmon  | Mount Lemmon Survey | —         | MPC                           |
| 445242     | 2009 OY5   | 16 jul 2009 | La Sagra      | Mallorca Obs.       | —         | MPC                           |
| 445243     | 2009 OZ13  | 27 jul 2009 | Kitt Peak     | Spacewatch          | —         | MPC                           |
| 445244     | 2009 OX22  | 19 jul 2009 | Siding Spring | SSS                 | —         | MPC                           |
| 445245     | 2009 OM23  | 27 jul 2009 | Catalina      | CSS                 | —         | MPC                           |
| 445246     | 2009 PF2   | 28 jul 2009 | Catalina      | CSS                 | —         | MPC                           |
| 445247     | 2009 QD    | 27 jul 2009 | Kitt Peak     | Spacewatch          | —         | MPC                           |
| 445248     | 2009 QF13  | 16 ago 2009 | Kitt Peak     | Spacewatch          | —         | MPC                           |
| 445249     | 2009 QX18  | 21 jun 2009 | Mount Lemmon  | Mount Lemmon Survey | —         | MPC                           |
| 445250     | 2009 QR46  | 27 ago 2009 | La Sagra      | Mallorca Obs.       | —         | MPC                           |
| 445251     | 2009 QU53  | 17 ago 2009 | Kitt Peak     | Spacewatch          | —         | MPC                           |
| 445252     | 2009 QU59  | 17 ago 2009 | Catalina      | CSS                 | —         | MPC                           |
| 445253     | 2009 QA60  | 22 ago 2009 | Socorro       | LINEAR              | —         | MPC                           |
| 445254     | 2009 QU61  | 27 ago 2009 | Catalina      | CSS                 | —         | MPC                           |
| 445255     | 2009 QB63  | 28 ago 2009 | Kitt Peak     | Spacewatch          | —         | MPC                           |
| 445256     | 2009 QG64  | 20 ago 2009 | Catalina      | CSS                 | —         | MPC                           |
| 445257     | 2009 RY26  | 17 ago 2009 | Catalina      | CSS                 | —         | MPC                           |
| 445258     | 2009 RD29  | 30 set 2003 | Kitt Peak     | Spacewatch          | —         | MPC                           |
| 445259     | 2009 RR50  | 15 set 2009 | Kitt Peak     | Spacewatch          | —         | MPC                           |
| 445260     | 2009 RN55  | 15 set 2009 | Kitt Peak     | Spacewatch          | —         | MPC                           |
| 445261     | 2009 RL63  | 14 set 2009 | Kitt Peak     | Spacewatch          | —         | MPC                           |
| 445262     | 2009 RP63  | 15 set 2009 | Mount Lemmon  | Mount Lemmon Survey | —         | MPC                           |
| 445263     | 2009 SX69  | 17 set 2009 | Mount Lemmon  | Mount Lemmon Survey | —         | MPC                           |
| 445264     | 2009 SU92  | 21 set 2009 | Mount Lemmon  | Mount Lemmon Survey | —         | MPC                           |
| 445265     | 2009 SZ97  | 26 mar 2006 | Kitt Peak     | Spacewatch          | —         | MPC                           |
| 445266     | 2009 SY161 | 24 jun 2008 | Kitt Peak     | Spacewatch          | —         | MPC                           |
| 445267     | 2009 SD229 | 29 set 2009 | Mount Lemmon  | Mount Lemmon Survey | —         | MPC                           |
| 445268     | 2009 SX291 | 16 ago 2009 | Kitt Peak     | Spacewatch          | —         | MPC                           |
| 445269     | 2009 SU325 | 15 nov 2003 | Kitt Peak     | Spacewatch          | —         | MPC                           |
| 445270     | 2009 SC329 | 16 set 2009 | Mount Lemmon  | Mount Lemmon Survey | —         | MPC                           |
| 445271     | 2009 SJ337 | 27 set 2009 | Catalina      | CSS                 | —         | MPC                           |
| 445272     | 2009 SS350 | 27 set 2009 | Mount Lemmon  | Mount Lemmon Survey | Brangane  | MPC                           |
| 445273     | 2009 SL359 | 22 set 2009 | Mount Lemmon  | Mount Lemmon Survey | —         | MPC                           |
| 445274     | 2009 SV359 | 26 set 2009 | Socorro       | LINEAR              | —         | MPC                           |
| 445275     | 2009 TH5   | 26 set 2009 | Kitt Peak     | Spacewatch          | —         | MPC                           |
| 445276     | 2009 TH34  | 28 set 2009 | Mount Lemmon  | Mount Lemmon Survey | —         | MPC                           |
| 445277     | 2009 TB43  | 1 out 2009  | Mount Lemmon  | Mount Lemmon Survey | —         | MPC                           |
| 445278     | 2009 VC45  | 26 out 2009 | Kitt Peak     | Spacewatch          | —         | MPC                           |
| 445279     | 2009 WZ49  | 19 nov 2009 | Kitt Peak     | Spacewatch          | —         | MPC                           |
| 445280     | 2009 WL77  | 18 nov 2009 | Kitt Peak     | Spacewatch          | —         | MPC                           |
| 445281     | 2009 WM88  | 16 out 2009 | Mount Lemmon  | Mount Lemmon Survey | —         | MPC                           |
| 445282     | 2009 WB89  | 19 nov 2009 | Kitt Peak     | Spacewatch          | —         | MPC                           |
| 445283     | 2009 WJ89  | 6 fev 2007  | Mount Lemmon  | Mount Lemmon Survey | —         | MPC                           |
| 445284     | 2009 WH138 | 23 nov 2009 | Mount Lemmon  | Mount Lemmon Survey | —         | MPC                           |
| 445285     | 2009 WL153 | 11 nov 2009 | Kitt Peak     | Spacewatch          | —         | MPC                           |
| 445286     | 2009 WT163 | 21 nov 2009 | Kitt Peak     | Spacewatch          | —         | MPC                           |
| 445287     | 2009 WC169 | 22 nov 2009 | Kitt Peak     | Spacewatch          | Juno      | MPC                           |
| 445288     | 2009 WO217 | 16 nov 2009 | Mount Lemmon  | Mount Lemmon Survey | —         | MPC                           |
| 445289     | 2009 XE19  | 15 dez 2009 | Mount Lemmon  | Mount Lemmon Survey | —         | MPC                           |
| 445290     | 2009 XH22  | 27 dez 2006 | Mount Lemmon  | Mount Lemmon Survey | —         | MPC                           |
| 445291     | 2010 AT24  | 6 jan 2010  | Kitt Peak     | Spacewatch          | —         | MPC                           |
| 445292     | 2010 AF26  | 6 jan 2010  | Kitt Peak     | Spacewatch          | —         | MPC                           |
| 445293     | 2010 AK27  | 6 jan 2010  | Kitt Peak     | Spacewatch          | —         | MPC                           |
| 445294     | 2010 AU49  | 8 jan 2010  | Kitt Peak     | Spacewatch          | —         | MPC                           |
| 445295     | 2010 AY76  | 21 nov 2009 | Mount Lemmon  | Mount Lemmon Survey | —         | MPC                           |
| 445296     | 2010 AN104 | 12 jan 2010 | WISE          | WISE                | —         | MPC                           |
| 445297     | 2010 BJ87  | 26 jan 2010 | WISE          | WISE                | —         | MPC                           |
| 445298     | 2010 CZ21  | 9 fev 2010  | Kitt Peak     | Spacewatch          | —         | MPC                           |
| 445299     | 2010 CZ23  | 17 jan 2010 | Kitt Peak     | Spacewatch          | —         | MPC                           |
| 445300     | 2010 CS92  | 6 dez 2005  | Kitt Peak     | Spacewatch          | —         | MPC                           |

## 445301–445400
| Designação | Designação | Descoberta  | Descoberta    | Descobridor(es)     | Categoria | Mais informações / Referência |
| Permanente | Provisória | Data        | Local         | Descobridor(es)     | Categoria | Mais informações / Referência |
| ---------- | ---------- | ----------- | ------------- | ------------------- | --------- | ----------------------------- |
| 445301     | 2010 CZ114 | 14 fev 2010 | Mount Lemmon  | Mount Lemmon Survey | —         | MPC                           |
| 445302     | 2010 CM124 | 29 out 2005 | Catalina      | CSS                 | —         | MPC                           |
| 445303     | 2010 CR131 | 14 fev 2010 | WISE          | WISE                | —         | MPC                           |
| 445304     | 2010 CY163 | 10 fev 2010 | Kitt Peak     | Spacewatch          | —         | MPC                           |
| 445305     | 2010 DM56  | 18 fev 2010 | WISE          | WISE                | —         | MPC                           |
| 445306     | 2010 DN79  | 18 fev 2010 | Mount Lemmon  | Mount Lemmon Survey | —         | MPC                           |
| 445307     | 2010 EY8   | 4 mar 2010  | WISE          | WISE                | Juno      | MPC                           |
| 445308     | 2010 ET20  | 7 mar 2010  | Plana         | F. Fratev           | —         | MPC                           |
| 445309     | 2010 EK42  | 12 mar 2010 | LightBuckets  | T. Vorobjov         | —         | MPC                           |
| 445310     | 2010 EP87  | 13 mar 2010 | Mount Lemmon  | Mount Lemmon Survey | —         | MPC                           |
| 445311     | 2010 ES108 | 14 mar 2010 | Kitt Peak     | Spacewatch          | —         | MPC                           |
| 445312     | 2010 EC110 | 4 mar 2010  | Kitt Peak     | Spacewatch          | —         | MPC                           |
| 445313     | 2010 EF132 | 15 mar 2010 | Kitt Peak     | Spacewatch          | —         | MPC                           |
| 445314     | 2010 EU139 | 5 mar 2010  | Kitt Peak     | Spacewatch          | —         | MPC                           |
| 445315     | 2010 FC15  | 17 mar 2010 | Kitt Peak     | Spacewatch          | —         | MPC                           |
| 445316     | 2010 FC27  | 18 fev 2010 | Kitt Peak     | Spacewatch          | —         | MPC                           |
| 445317     | 2010 FQ48  | 22 set 2008 | Mount Lemmon  | Mount Lemmon Survey | —         | MPC                           |
| 445318     | 2010 FF57  | 18 mar 2010 | Kitt Peak     | Spacewatch          | —         | MPC                           |
| 445319     | 2010 FN72  | 30 mar 2010 | WISE          | WISE                | —         | MPC                           |
| 445320     | 2010 FW96  | 10 set 2007 | Kitt Peak     | Spacewatch          | —         | MPC                           |
| 445321     | 2010 GU23  | 9 abr 2010  | Catalina      | CSS                 | —         | MPC                           |
| 445322     | 2010 GX24  | 15 mar 2010 | Catalina      | CSS                 | —         | MPC                           |
| 445323     | 2010 GS28  | 7 abr 2010  | Catalina      | CSS                 | —         | MPC                           |
| 445324     | 2010 GC30  | 9 abr 2010  | Mount Lemmon  | Mount Lemmon Survey | —         | MPC                           |
| 445325     | 2010 GS33  | 18 mar 2010 | Mount Lemmon  | Mount Lemmon Survey | —         | MPC                           |
| 445326     | 2010 GK72  | 13 abr 2010 | WISE          | WISE                | —         | MPC                           |
| 445327     | 2010 GD98  | 10 abr 2010 | Kitt Peak     | Spacewatch          | —         | MPC                           |
| 445328     | 2010 GE119 | 20 out 2008 | Kitt Peak     | Spacewatch          | —         | MPC                           |
| 445329     | 2010 HL108 | 23 jan 2006 | Socorro       | LINEAR              | —         | MPC                           |
| 445330     | 2010 JM15  | 7 abr 2010  | Catalina      | CSS                 | —         | MPC                           |
| 445331     | 2010 JT36  | 6 mai 2010  | Kitt Peak     | Spacewatch          | —         | MPC                           |
| 445332     | 2010 JD43  | 2 fev 2010  | WISE          | WISE                | —         | MPC                           |
| 445333     | 2010 JL46  | 7 mai 2010  | Kitt Peak     | Spacewatch          | —         | MPC                           |
| 445334     | 2010 JP75  | 4 mai 2010  | Kitt Peak     | Spacewatch          | —         | MPC                           |
| 445335     | 2010 JR75  | 6 abr 2010  | Kitt Peak     | Spacewatch          | —         | MPC                           |
| 445336     | 2010 JP79  | 12 mai 2010 | Kitt Peak     | Spacewatch          | —         | MPC                           |
| 445337     | 2010 JL162 | 20 out 2008 | Kitt Peak     | Spacewatch          | —         | MPC                           |
| 445338     | 2010 KU8   | 17 mai 2010 | Kitt Peak     | Spacewatch          | —         | MPC                           |
| 445339     | 2010 KR101 | 28 mai 2010 | WISE          | WISE                | —         | MPC                           |
| 445340     | 2010 LT48  | 8 jun 2010  | WISE          | WISE                | —         | MPC                           |
| 445341     | 2010 LU63  | 28 fev 2010 | WISE          | WISE                | —         | MPC                           |
| 445342     | 2010 LM74  | 10 jun 2010 | WISE          | WISE                | —         | MPC                           |
| 445343     | 2010 LB97  | 13 jun 2010 | WISE          | WISE                | Brangane  | MPC                           |
| 445344     | 2010 MQ23  | 18 jun 2010 | WISE          | WISE                | —         | MPC                           |
| 445345     | 2010 MJ69  | 8 out 2005  | Kitt Peak     | Spacewatch          | —         | MPC                           |
| 445346     | 2010 MS71  | 25 jun 2010 | WISE          | WISE                | —         | MPC                           |
| 445347     | 2010 MQ76  | 26 jun 2010 | WISE          | WISE                | —         | MPC                           |
| 445348     | 2010 MY84  | 27 jun 2010 | WISE          | WISE                | —         | MPC                           |
| 445349     | 2010 MU107 | 30 jun 2010 | WISE          | WISE                | —         | MPC                           |
| 445350     | 2010 MY110 | 30 jun 2010 | WISE          | WISE                | —         | MPC                           |
| 445351     | 2010 NP12  | 17 fev 2007 | Kitt Peak     | Spacewatch          | —         | MPC                           |
| 445352     | 2010 NS23  | 7 jul 2010  | WISE          | WISE                | —         | MPC                           |
| 445353     | 2010 NM71  | 27 jan 2007 | Mount Lemmon  | Mount Lemmon Survey | —         | MPC                           |
| 445354     | 2010 NX80  | 28 out 2005 | Mount Lemmon  | Mount Lemmon Survey | —         | MPC                           |
| 445355     | 2010 NO88  | 2 jul 2010  | WISE          | WISE                | Brangane  | MPC                           |
| 445356     | 2010 NA98  | 12 jul 2010 | WISE          | WISE                | —         | MPC                           |
| 445357     | 2010 NA104 | 12 jul 2010 | WISE          | WISE                | —         | MPC                           |
| 445358     | 2010 NG113 | 13 jul 2010 | WISE          | WISE                | Brangane  | MPC                           |
| 445359     | 2010 NU117 | 6 jul 2010  | Mount Lemmon  | Mount Lemmon Survey | Eos       | MPC                           |
| 445360     | 2010 OB21  | 18 jul 2010 | WISE          | WISE                | —         | MPC                           |
| 445361     | 2010 OS33  | 30 set 2005 | Mount Lemmon  | Mount Lemmon Survey | —         | MPC                           |
| 445362     | 2010 OV33  | 20 jul 2010 | WISE          | WISE                | —         | MPC                           |
| 445363     | 2010 OU40  | 28 out 2005 | Kitt Peak     | Spacewatch          | —         | MPC                           |
| 445364     | 2010 OK59  | 24 jul 2010 | WISE          | WISE                | —         | MPC                           |
| 445365     | 2010 ON90  | 10 set 2004 | Socorro       | LINEAR              | —         | MPC                           |
| 445366     | 2010 OE98  | 28 jul 2010 | WISE          | WISE                | —         | MPC                           |
| 445367     | 2010 OF112 | 30 jul 2010 | WISE          | WISE                | —         | MPC                           |
| 445368     | 2010 OU120 | 31 jul 2010 | WISE          | WISE                | —         | MPC                           |
| 445369     | 2010 OP126 | 19 jul 2010 | Siding Spring | SSS                 | —         | MPC                           |
| 445370     | 2010 PS10  | 7 ago 2010  | Črni Vrh      | Črni Vrh            | —         | MPC                           |
| 445371     | 2010 PU26  | 7 ago 2010  | La Sagra      | Mallorca Obs.       | —         | MPC                           |
| 445372     | 2010 PO27  | 4 ago 2010  | WISE          | WISE                | —         | MPC                           |
| 445373     | 2010 PK30  | 3 nov 2005  | Mount Lemmon  | Mount Lemmon Survey | —         | MPC                           |
| 445374     | 2010 PZ36  | 6 ago 2010  | WISE          | WISE                | —         | MPC                           |
| 445375     | 2010 PG48  | 7 ago 2010  | WISE          | WISE                | —         | MPC                           |
| 445376     | 2010 PC55  | 8 ago 2010  | WISE          | WISE                | —         | MPC                           |
| 445377     | 2010 PU71  | 8 out 2004  | Socorro       | LINEAR              | —         | MPC                           |
| 445378     | 2010 RQ26  | 2 set 2010  | Mount Lemmon  | Mount Lemmon Survey | —         | MPC                           |
| 445379     | 2010 RH61  | 6 set 2010  | Kitt Peak     | Spacewatch          | —         | MPC                           |
| 445380     | 2010 RM65  | 12 ago 2010 | Kitt Peak     | Spacewatch          | —         | MPC                           |
| 445381     | 2010 RQ70  | 9 set 2010  | Kitt Peak     | Spacewatch          | Brangane  | MPC                           |
| 445382     | 2010 RV74  | 1 out 2005  | Catalina      | CSS                 | —         | MPC                           |
| 445383     | 2010 RD101 | 25 out 2005 | Kitt Peak     | Spacewatch          | —         | MPC                           |
| 445384     | 2010 RG105 | 10 set 2010 | Kitt Peak     | Spacewatch          | Brangane  | MPC                           |
| 445385     | 2010 RO113 | 6 out 2005  | Mount Lemmon  | Mount Lemmon Survey | —         | MPC                           |
| 445386     | 2010 RG117 | 4 set 1999  | Kitt Peak     | Spacewatch          | —         | MPC                           |
| 445387     | 2010 RH119 | 14 out 2001 | Socorro       | LINEAR              | —         | MPC                           |
| 445388     | 2010 RF143 | 7 out 2005  | Mount Lemmon  | Mount Lemmon Survey | —         | MPC                           |
| 445389     | 2010 RE153 | 13 fev 2007 | Mount Lemmon  | Mount Lemmon Survey | Brangane  | MPC                           |
| 445390     | 2010 RM176 | 10 set 2010 | Kitt Peak     | Spacewatch          | —         | MPC                           |
| 445391     | 2010 RF184 | 23 out 2005 | Kitt Peak     | Spacewatch          | Brangane  | MPC                           |
| 445392     | 2010 SU2   | 27 jul 2010 | WISE          | WISE                | —         | MPC                           |
| 445393     | 2010 SZ5   | 17 jan 2007 | Kitt Peak     | Spacewatch          | Ursula    | MPC                           |
| 445394     | 2010 SG11  | 2 set 2010  | Mount Lemmon  | Mount Lemmon Survey | —         | MPC                           |
| 445395     | 2010 SV18  | 5 out 2005  | Kitt Peak     | Spacewatch          | —         | MPC                           |
| 445396     | 2010 SS26  | 29 set 2010 | Kitt Peak     | Spacewatch          | —         | MPC                           |
| 445397     | 2010 TN10  | 24 out 2005 | Kitt Peak     | Spacewatch          | —         | MPC                           |
| 445398     | 2010 TZ12  | 30 set 2005 | Mount Lemmon  | Mount Lemmon Survey | Brangane  | MPC                           |
| 445399     | 2010 TE13  | 10 set 2010 | Kitt Peak     | Spacewatch          | —         | MPC                           |
| 445400     | 2010 TQ22  | 12 out 2005 | Kitt Peak     | Spacewatch          | —         | MPC                           |

## 445401–445500
| Designação | Designação | Descoberta  | Descoberta   | Descobridor(es)                                  | Categoria | Mais informações / Referência |
| Permanente | Provisória | Data        | Local        | Descobridor(es)                                  | Categoria | Mais informações / Referência |
| ---------- | ---------- | ----------- | ------------ | ------------------------------------------------ | --------- | ----------------------------- |
| 445401     | 2010 TB23  | 30 out 2005 | Kitt Peak    | Spacewatch                                       | —         | MPC                           |
| 445402     | 2010 TE23  | 25 out 2005 | Mount Lemmon | Mount Lemmon Survey                              | —         | MPC                           |
| 445403     | 2010 TB31  | 29 set 2005 | Kitt Peak    | Spacewatch                                       | —         | MPC                           |
| 445404     | 2010 TC34  | 2 out 2010  | Kitt Peak    | Spacewatch                                       | —         | MPC                           |
| 445405     | 2010 TX37  | 21 nov 2005 | Catalina     | CSS                                              | Brangane  | MPC                           |
| 445406     | 2010 TZ44  | 3 out 2010  | Kitt Peak    | Spacewatch                                       | —         | MPC                           |
| 445407     | 2010 TO60  | 30 set 2010 | Catalina     | CSS                                              | —         | MPC                           |
| 445408     | 2010 TO70  | 3 mar 1997  | Kitt Peak    | Spacewatch                                       | —         | MPC                           |
| 445409     | 2010 TJ79  | 29 out 2005 | Mount Lemmon | Mount Lemmon Survey                              | —         | MPC                           |
| 445410     | 2010 TW81  | 7 dez 2005  | Kitt Peak    | Spacewatch                                       | —         | MPC                           |
| 445411     | 2010 TV87  | 13 out 2005 | Kitt Peak    | Spacewatch                                       | —         | MPC                           |
| 445412     | 2010 TE91  | 8 out 2005  | Kitt Peak    | Spacewatch                                       | —         | MPC                           |
| 445413     | 2010 TQ100 | 1 mar 2008  | Kitt Peak    | Spacewatch                                       | —         | MPC                           |
| 445414     | 2010 TD106 | 10 set 2010 | Kitt Peak    | Spacewatch                                       | Brangane  | MPC                           |
| 445415     | 2010 TV112 | 27 mar 2008 | Mount Lemmon | Mount Lemmon Survey                              | —         | MPC                           |
| 445416     | 2010 TT115 | 16 mar 2007 | Kitt Peak    | Spacewatch                                       | —         | MPC                           |
| 445417     | 2010 TY142 | 11 out 2010 | Mount Lemmon | Mount Lemmon Survey                              | —         | MPC                           |
| 445418     | 2010 TL144 | 11 out 2010 | Mount Lemmon | Mount Lemmon Survey                              | Brangane  | MPC                           |
| 445419     | 2010 TZ147 | 13 nov 2006 | Kitt Peak    | Spacewatch                                       | —         | MPC                           |
| 445420     | 2010 TT166 | 11 nov 2005 | Kitt Peak    | Spacewatch                                       | —         | MPC                           |
| 445421     | 2010 TG168 | 25 dez 2005 | Mount Lemmon | Mount Lemmon Survey                              | —         | MPC                           |
| 445422     | 2010 TJ178 | 22 out 2005 | Kitt Peak    | Spacewatch                                       | —         | MPC                           |
| 445423     | 2010 TU184 | 3 abr 2008  | Mount Lemmon | Mount Lemmon Survey                              | —         | MPC                           |
| 445424     | 2010 TL187 | 30 out 2005 | Mount Lemmon | Mount Lemmon Survey                              | —         | MPC                           |
| 445425     | 2010 UL1   | 17 out 2010 | Mount Lemmon | Mount Lemmon Survey                              | —         | MPC                           |
| 445426     | 2010 UJ10  | 31 jul 2010 | WISE         | WISE                                             | —         | MPC                           |
| 445427     | 2010 UU16  | 14 out 2010 | Mount Lemmon | Mount Lemmon Survey                              | —         | MPC                           |
| 445428     | 2010 UV21  | 28 out 2010 | Catalina     | CSS                                              | —         | MPC                           |
| 445429     | 2010 UL25  | 28 out 2010 | Kitt Peak    | Spacewatch                                       | —         | MPC                           |
| 445430     | 2010 UH32  | 12 out 2010 | Mount Lemmon | Mount Lemmon Survey                              | Brangane  | MPC                           |
| 445431     | 2010 UX34  | 2 dez 2005  | Kitt Peak    | Spacewatch                                       | —         | MPC                           |
| 445432     | 2010 UB42  | 25 out 2005 | Kitt Peak    | Spacewatch                                       | Brangane  | MPC                           |
| 445433     | 2010 UK44  | 12 out 2010 | Mount Lemmon | Mount Lemmon Survey                              | —         | MPC                           |
| 445434     | 2010 UL51  | 27 jan 2007 | Mount Lemmon | Mount Lemmon Survey                              | —         | MPC                           |
| 445435     | 2010 UY52  | 11 out 2010 | Mount Lemmon | Mount Lemmon Survey                              | Brangane  | MPC                           |
| 445436     | 2010 UM53  | 5 mar 2008  | Mount Lemmon | Mount Lemmon Survey                              | —         | MPC                           |
| 445437     | 2010 UU62  | 24 dez 2005 | Socorro      | LINEAR                                           | —         | MPC                           |
| 445438     | 2010 UY63  | 19 out 2010 | Mount Lemmon | Mount Lemmon Survey                              | —         | MPC                           |
| 445439     | 2010 UM65  | 26 jul 2010 | WISE         | WISE                                             | —         | MPC                           |
| 445440     | 2010 US65  | 28 out 2005 | Mount Lemmon | Mount Lemmon Survey                              | —         | MPC                           |
| 445441     | 2010 UY67  | 10 out 2010 | Kitt Peak    | Spacewatch                                       | —         | MPC                           |
| 445442     | 2010 UP69  | 17 ago 2009 | Kitt Peak    | Spacewatch                                       | —         | MPC                           |
| 445443     | 2010 UH72  | 31 mar 2008 | Kitt Peak    | Spacewatch                                       | Brangane  | MPC                           |
| 445444     | 2010 UP73  | 29 out 2010 | Mount Lemmon | Mount Lemmon Survey                              | —         | MPC                           |
| 445445     | 2010 UK77  | 13 out 2010 | Mount Lemmon | Mount Lemmon Survey                              | —         | MPC                           |
| 445446     | 2010 UM78  | 25 fev 2007 | Kitt Peak    | Spacewatch                                       | —         | MPC                           |
| 445447     | 2010 UY79  | 11 set 2010 | Mount Lemmon | Mount Lemmon Survey                              | —         | MPC                           |
| 445448     | 2010 UA81  | 29 mar 2008 | Kitt Peak    | Spacewatch                                       | —         | MPC                           |
| 445449     | 2010 UZ87  | 14 mar 2007 | Kitt Peak    | Spacewatch                                       | —         | MPC                           |
| 445450     | 2010 UE88  | 30 out 2010 | Kitt Peak    | Spacewatch                                       | —         | MPC                           |
| 445451     | 2010 UJ101 | 5 nov 2005  | Kitt Peak    | Spacewatch                                       | —         | MPC                           |
| 445452     | 2010 UL107 | 4 nov 2005  | Kitt Peak    | Spacewatch                                       | —         | MPC                           |
| 445453     | 2010 VT5   | 27 jul 2010 | WISE         | WISE                                             | —         | MPC                           |
| 445454     | 2010 VH10  | 12 out 1999 | Socorro      | LINEAR                                           | —         | MPC                           |
| 445455     | 2010 VB14  | 1 nov 2005  | Mount Lemmon | Mount Lemmon Survey                              | —         | MPC                           |
| 445456     | 2010 VF15  | 8 ago 2010  | WISE         | WISE                                             | —         | MPC                           |
| 445457     | 2010 VA16  | 12 out 2010 | Mount Lemmon | Mount Lemmon Survey                              | Brangane  | MPC                           |
| 445458     | 2010 VU19  | 11 set 2004 | Socorro      | LINEAR                                           | —         | MPC                           |
| 445459     | 2010 VM20  | 11 set 2010 | Mount Lemmon | Mount Lemmon Survey                              | —         | MPC                           |
| 445460     | 2010 VF37  | 5 jan 2006  | Catalina     | CSS                                              | —         | MPC                           |
| 445461     | 2010 VJ40  | 7 set 2004  | Kitt Peak    | Spacewatch                                       | —         | MPC                           |
| 445462     | 2010 VU48  | 8 jan 2006  | Kitt Peak    | Spacewatch                                       | —         | MPC                           |
| 445463     | 2010 VD61  | 10 nov 2005 | Mount Lemmon | Mount Lemmon Survey                              | —         | MPC                           |
| 445464     | 2010 VE64  | 28 nov 1999 | Kitt Peak    | Spacewatch                                       | —         | MPC                           |
| 445465     | 2010 VW69  | 5 nov 2010  | Kitt Peak    | Spacewatch                                       | —         | MPC                           |
| 445466     | 2010 VQ73  | 24 out 2005 | Kitt Peak    | Spacewatch                                       | Brangane  | MPC                           |
| 445467     | 2010 VK77  | 11 out 2010 | Catalina     | CSS                                              | —         | MPC                           |
| 445468     | 2010 VZ77  | 11 set 2010 | Mount Lemmon | Mount Lemmon Survey                              | —         | MPC                           |
| 445469     | 2010 VG82  | 3 nov 2010  | Mount Lemmon | Mount Lemmon Survey                              | —         | MPC                           |
| 445470     | 2010 VG84  | 15 out 2004 | Kitt Peak    | Spacewatch                                       | Ursula    | MPC                           |
| 445471     | 2010 VO85  | 17 out 2010 | Mount Lemmon | Mount Lemmon Survey                              | —         | MPC                           |
| 445472     | 2010 VA89  | 18 set 2010 | Mount Lemmon | Mount Lemmon Survey                              | —         | MPC                           |
| 445473     | 2010 VZ98  | 11 nov 2010 | La Silla     | D. L. Rabinowitz, M. E. Schwamb, S. Tourtellotte | —         | MPC                           |
| 445474     | 2010 VF101 | 17 set 2004 | Kitt Peak    | Spacewatch                                       | —         | MPC                           |
| 445475     | 2010 VX107 | 29 abr 2008 | Mount Lemmon | Mount Lemmon Survey                              | —         | MPC                           |
| 445476     | 2010 VN113 | 30 dez 2000 | Kitt Peak    | Spacewatch                                       | —         | MPC                           |
| 445477     | 2010 VZ115 | 11 set 2010 | Mount Lemmon | Mount Lemmon Survey                              | —         | MPC                           |
| 445478     | 2010 VF129 | 30 nov 2005 | Kitt Peak    | Spacewatch                                       | —         | MPC                           |
| 445479     | 2010 VR135 | 4 dez 2005  | Kitt Peak    | Spacewatch                                       | —         | MPC                           |
| 445480     | 2010 VM138 | 30 nov 2005 | Kitt Peak    | Spacewatch                                       | —         | MPC                           |
| 445481     | 2010 VH149 | 5 out 2004  | Kitt Peak    | Spacewatch                                       | —         | MPC                           |
| 445482     | 2010 VN152 | 6 nov 2010  | Mount Lemmon | Mount Lemmon Survey                              | Ursula    | MPC                           |
| 445483     | 2010 VS152 | 4 out 2004  | Kitt Peak    | Spacewatch                                       | —         | MPC                           |
| 445484     | 2010 VG153 | 22 out 2005 | Kitt Peak    | Spacewatch                                       | —         | MPC                           |
| 445485     | 2010 VU157 | 29 out 2010 | Mount Lemmon | Mount Lemmon Survey                              | —         | MPC                           |
| 445486     | 2010 VQ162 | 2 nov 1999  | Kitt Peak    | Spacewatch                                       | —         | MPC                           |
| 445487     | 2010 VM173 | 2 nov 2010  | Kitt Peak    | Spacewatch                                       | —         | MPC                           |
| 445488     | 2010 VE175 | 4 out 2004  | Kitt Peak    | Spacewatch                                       | —         | MPC                           |
| 445489     | 2010 VY175 | 30 out 2010 | Mount Lemmon | Mount Lemmon Survey                              | —         | MPC                           |
| 445490     | 2010 VJ177 | 4 nov 1999  | Kitt Peak    | Spacewatch                                       | —         | MPC                           |
| 445491     | 2010 VH182 | 29 nov 2005 | Kitt Peak    | Spacewatch                                       | —         | MPC                           |
| 445492     | 2010 VZ184 | 7 out 2004  | Kitt Peak    | Spacewatch                                       | —         | MPC                           |
| 445493     | 2010 VW187 | 29 nov 2005 | Kitt Peak    | Spacewatch                                       | Brangane  | MPC                           |
| 445494     | 2010 VR189 | 6 nov 2010  | Kitt Peak    | Spacewatch                                       | —         | MPC                           |
| 445495     | 2010 VZ191 | 7 nov 2010  | Kitt Peak    | Spacewatch                                       | —         | MPC                           |
| 445496     | 2010 VG199 | 4 dez 1999  | Kitt Peak    | Spacewatch                                       | —         | MPC                           |
| 445497     | 2010 VG202 | 7 jan 2000  | Socorro      | LINEAR                                           | —         | MPC                           |
| 445498     | 2010 VR204 | 24 out 2005 | Kitt Peak    | Spacewatch                                       | —         | MPC                           |
| 445499     | 2010 VL205 | 11 out 2010 | Mount Lemmon | Mount Lemmon Survey                              | Brangane  | MPC                           |
| 445500     | 2010 VH207 | 19 out 2010 | Mount Lemmon | Mount Lemmon Survey                              | —         | MPC                           |

## 445501–445600
| Designação | Designação | Descoberta  | Descoberta    | Descobridor(es)     | Categoria | Mais informações / Referência |
| Permanente | Provisória | Data        | Local         | Descobridor(es)     | Categoria | Mais informações / Referência |
| ---------- | ---------- | ----------- | ------------- | ------------------- | --------- | ----------------------------- |
| 445501     | 2010 VJ207 | 21 fev 2007 | Mount Lemmon  | Mount Lemmon Survey | —         | MPC                           |
| 445502     | 2010 VA209 | 13 out 2010 | Mount Lemmon  | Mount Lemmon Survey | Eos       | MPC                           |
| 445503     | 2010 VW210 | 13 out 2010 | Mount Lemmon  | Mount Lemmon Survey | —         | MPC                           |
| 445504     | 2010 VP211 | 12 mar 2007 | Kitt Peak     | Spacewatch          | —         | MPC                           |
| 445505     | 2010 VH212 | 1 ago 2009  | Kitt Peak     | Spacewatch          | Brangane  | MPC                           |
| 445506     | 2010 WY3   | 30 dez 2005 | Kitt Peak     | Spacewatch          | —         | MPC                           |
| 445507     | 2010 WP6   | 10 nov 2010 | Mount Lemmon  | Mount Lemmon Survey | —         | MPC                           |
| 445508     | 2010 WH8   | 10 nov 2010 | Mount Lemmon  | Mount Lemmon Survey | —         | MPC                           |
| 445509     | 2010 WC11  | 15 nov 2010 | Mount Lemmon  | Mount Lemmon Survey | —         | MPC                           |
| 445510     | 2010 WU13  | 25 out 2005 | Mount Lemmon  | Mount Lemmon Survey | —         | MPC                           |
| 445511     | 2010 WH15  | 1 nov 2010  | Kitt Peak     | Spacewatch          | —         | MPC                           |
| 445512     | 2010 WS22  | 2 fev 2006  | Kitt Peak     | Spacewatch          | —         | MPC                           |
| 445513     | 2010 WL30  | 4 set 2010  | Kitt Peak     | Spacewatch          | —         | MPC                           |
| 445514     | 2010 WV42  | 14 out 1999 | Socorro       | LINEAR              | —         | MPC                           |
| 445515     | 2010 WN53  | 3 dez 1999  | Kitt Peak     | Spacewatch          | —         | MPC                           |
| 445516     | 2010 WW53  | 28 set 1994 | Kitt Peak     | Spacewatch          | —         | MPC                           |
| 445517     | 2010 WG56  | 20 jun 1998 | Kitt Peak     | Spacewatch          | —         | MPC                           |
| 445518     | 2010 WU71  | 28 dez 2005 | Kitt Peak     | Spacewatch          | —         | MPC                           |
| 445519     | 2010 XE13  | 30 jul 2009 | Catalina      | CSS                 | —         | MPC                           |
| 445520     | 2010 XO17  | 2 dez 2010  | Kitt Peak     | Spacewatch          | —         | MPC                           |
| 445521     | 2010 XL52  | 5 jan 2003  | Socorro       | LINEAR              | —         | MPC                           |
| 445522     | 2010 XF58  | 29 out 2010 | Mount Lemmon  | Mount Lemmon Survey | —         | MPC                           |
| 445523     | 2010 XJ64  | 25 nov 2005 | Kitt Peak     | Spacewatch          | —         | MPC                           |
| 445524     | 2010 XM68  | 7 dez 1999  | Socorro       | LINEAR              | —         | MPC                           |
| 445525     | 2010 XK88  | 15 dez 2004 | Socorro       | LINEAR              | —         | MPC                           |
| 445526     | 2011 AL    | 10 dez 2010 | Mount Lemmon  | Mount Lemmon Survey | —         | MPC                           |
| 445527     | 2011 AL13  | 5 nov 2010  | Mount Lemmon  | Mount Lemmon Survey | —         | MPC                           |
| 445528     | 2011 AE29  | 29 dez 2010 | Catalina      | CSS                 | —         | MPC                           |
| 445529     | 2011 AY30  | 5 dez 2010  | Mount Lemmon  | Mount Lemmon Survey | —         | MPC                           |
| 445530     | 2011 AS55  | 3 dez 2010  | Mount Lemmon  | Mount Lemmon Survey | —         | MPC                           |
| 445531     | 2011 BH11  | 6 set 2004  | Socorro       | LINEAR              | —         | MPC                           |
| 445532     | 2011 BR120 | 17 ago 2009 | Catalina      | CSS                 | —         | MPC                           |
| 445533     | 2011 BE161 | 11 set 2004 | Kitt Peak     | Spacewatch          | —         | MPC                           |
| 445534     | 2011 CZ86  | 4 set 2008  | Kitt Peak     | Spacewatch          | Juno      | MPC                           |
| 445535     | 2011 EL24  | 10 fev 2008 | Mount Lemmon  | Mount Lemmon Survey | —         | MPC                           |
| 445536     | 2011 EP24  | 25 fev 2011 | Kitt Peak     | Spacewatch          | —         | MPC                           |
| 445537     | 2011 EQ66  | 22 fev 2011 | Kitt Peak     | Spacewatch          | —         | MPC                           |
| 445538     | 2011 FL23  | 7 ago 2008  | Kitt Peak     | Spacewatch          | —         | MPC                           |
| 445539     | 2011 FK25  | 17 mar 2004 | Kitt Peak     | Spacewatch          | —         | MPC                           |
| 445540     | 2011 FR47  | 2 jul 2008  | Kitt Peak     | Spacewatch          | —         | MPC                           |
| 445541     | 2011 FW86  | 13 dez 2006 | Kitt Peak     | Spacewatch          | —         | MPC                           |
| 445542     | 2011 FZ129 | 25 fev 2011 | Mount Lemmon  | Mount Lemmon Survey | —         | MPC                           |
| 445543     | 2011 FU154 | 12 abr 2004 | Desert Eagle  | W. K. Y. Yeung      | Flora     | MPC                           |
| 445544     | 2011 GT    | 28 ago 2005 | Kitt Peak     | Spacewatch          | —         | MPC                           |
| 445545     | 2011 GX1   | 1 abr 2011  | Mount Lemmon  | Mount Lemmon Survey | —         | MPC                           |
| 445546     | 2011 GV48  | 13 mar 2011 | Mount Lemmon  | Mount Lemmon Survey | —         | MPC                           |
| 445547     | 2011 HT13  | 29 set 2005 | Kitt Peak     | Spacewatch          | —         | MPC                           |
| 445548     | 2011 HW18  | 29 mar 2011 | Kitt Peak     | Spacewatch          | —         | MPC                           |
| 445549     | 2011 HU84  | 30 abr 2011 | Mount Lemmon  | Mount Lemmon Survey | —         | MPC                           |
| 445550     | 2011 HD89  | 9 jul 2005  | Kitt Peak     | Spacewatch          | —         | MPC                           |
| 445551     | 2011 JE9   | 8 fev 2007  | Kitt Peak     | Spacewatch          | —         | MPC                           |
| 445552     | 2011 JX30  | 19 mar 2004 | Socorro       | LINEAR              | —         | MPC                           |
| 445553     | 2011 KV8   | 9 mar 2007  | Kitt Peak     | Spacewatch          | —         | MPC                           |
| 445554     | 2011 KZ10  | 21 mai 2004 | Kitt Peak     | Spacewatch          | —         | MPC                           |
| 445555     | 2011 KP33  | 26 mai 2011 | Mount Lemmon  | Mount Lemmon Survey | —         | MPC                           |
| 445556     | 2011 KN48  | 26 out 2005 | Kitt Peak     | Spacewatch          | —         | MPC                           |
| 445557     | 2011 LN16  | 23 set 2008 | Kitt Peak     | Spacewatch          | —         | MPC                           |
| 445558     | 2011 OD4   | 23 jun 2011 | Kitt Peak     | Spacewatch          | —         | MPC                           |
| 445559     | 2011 OD8   | 24 jan 2006 | Mount Lemmon  | Mount Lemmon Survey | —         | MPC                           |
| 445560     | 2011 OS14  | 11 jun 2011 | Mount Lemmon  | Mount Lemmon Survey | —         | MPC                           |
| 445561     | 2011 OE18  | 12 mai 2007 | Kitt Peak     | Spacewatch          | —         | MPC                           |
| 445562     | 2011 OU23  | 14 mar 2007 | Mount Lemmon  | Mount Lemmon Survey | —         | MPC                           |
| 445563     | 2011 OA32  | 8 out 2004  | Kitt Peak     | Spacewatch          | —         | MPC                           |
| 445564     | 2011 OC49  | 3 jul 2011  | Mount Lemmon  | Mount Lemmon Survey | —         | MPC                           |
| 445565     | 2011 QH7   | 2 dez 2004  | Kitt Peak     | Spacewatch          | —         | MPC                           |
| 445566     | 2011 QM24  | 12 set 2007 | Kitt Peak     | Spacewatch          | —         | MPC                           |
| 445567     | 2011 QC26  | 24 ago 2000 | Socorro       | LINEAR              | —         | MPC                           |
| 445568     | 2011 QP27  | 22 dez 2008 | Mount Lemmon  | Mount Lemmon Survey | —         | MPC                           |
| 445569     | 2011 QJ28  | 26 jan 2009 | Mount Lemmon  | Mount Lemmon Survey | —         | MPC                           |
| 445570     | 2011 QA33  | 30 dez 2008 | Kitt Peak     | Spacewatch          | —         | MPC                           |
| 445571     | 2011 QC36  | 23 ago 2007 | Kitt Peak     | Spacewatch          | —         | MPC                           |
| 445572     | 2011 QJ38  | 25 mai 2003 | Kitt Peak     | Spacewatch          | —         | MPC                           |
| 445573     | 2011 QG42  | 1 ago 2011  | Siding Spring | SSS                 | —         | MPC                           |
| 445574     | 2011 QL55  | 14 out 2007 | Mount Lemmon  | Mount Lemmon Survey | —         | MPC                           |
| 445575     | 2011 QY57  | 21 set 2007 | Kitt Peak     | Spacewatch          | —         | MPC                           |
| 445576     | 2011 QL59  | 22 set 2003 | Kitt Peak     | Spacewatch          | —         | MPC                           |
| 445577     | 2011 QJ62  | 8 out 2007  | Catalina      | CSS                 | —         | MPC                           |
| 445578     | 2011 QD64  | 29 jan 2009 | Kitt Peak     | Spacewatch          | —         | MPC                           |
| 445579     | 2011 QQ66  | 16 jun 2007 | Kitt Peak     | Spacewatch          | —         | MPC                           |
| 445580     | 2011 QD69  | 30 dez 2008 | Kitt Peak     | Spacewatch          | —         | MPC                           |
| 445581     | 2011 QL74  | 5 set 1996  | Kitt Peak     | Spacewatch          | —         | MPC                           |
| 445582     | 2011 QG80  | 11 out 2007 | Catalina      | CSS                 | —         | MPC                           |
| 445583     | 2011 QC84  | 10 ago 2007 | Kitt Peak     | Spacewatch          | —         | MPC                           |
| 445584     | 2011 QU87  | 10 ago 2007 | Kitt Peak     | Spacewatch          | —         | MPC                           |
| 445585     | 2011 RW3   | 6 out 2007  | Socorro       | LINEAR              | —         | MPC                           |
| 445586     | 2011 RN15  | 24 set 2008 | Mount Lemmon  | Mount Lemmon Survey | —         | MPC                           |
| 445587     | 2011 SA14  | 18 set 2011 | Mount Lemmon  | Mount Lemmon Survey | —         | MPC                           |
| 445588     | 2011 SE23  | 1 mar 2009  | Mount Lemmon  | Mount Lemmon Survey | —         | MPC                           |
| 445589     | 2011 SJ31  | 21 dez 2008 | Mount Lemmon  | Mount Lemmon Survey | —         | MPC                           |
| 445590     | 2011 SW32  | 30 dez 2008 | Mount Lemmon  | Mount Lemmon Survey | —         | MPC                           |
| 445591     | 2011 SC33  | 30 jan 2009 | Mount Lemmon  | Mount Lemmon Survey | —         | MPC                           |
| 445592     | 2011 SH49  | 27 set 2003 | Kitt Peak     | Spacewatch          | —         | MPC                           |
| 445593     | 2011 SO50  | 19 nov 2003 | Kitt Peak     | Spacewatch          | —         | MPC                           |
| 445594     | 2011 SZ64  | 12 out 2007 | Mount Lemmon  | Mount Lemmon Survey | —         | MPC                           |
| 445595     | 2011 SC66  | 10 set 2007 | Catalina      | CSS                 | —         | MPC                           |
| 445596     | 2011 SB68  | 13 set 2004 | Anderson Mesa | LONEOS              | —         | MPC                           |
| 445597     | 2011 SQ68  | 29 dez 2008 | Mount Lemmon  | Mount Lemmon Survey | Phocaea   | MPC                           |
| 445598     | 2011 SM74  | 18 set 2007 | Catalina      | CSS                 | —         | MPC                           |
| 445599     | 2011 SU77  | 11 set 2007 | Mount Lemmon  | Mount Lemmon Survey | —         | MPC                           |
| 445600     | 2011 SM84  | 12 abr 2005 | Kitt Peak     | Spacewatch          | —         | MPC                           |

## 445601–445700
| Designação | Designação | Descoberta  | Descoberta    | Descobridor(es)     | Categoria | Mais informações / Referência |
| Permanente | Provisória | Data        | Local         | Descobridor(es)     | Categoria | Mais informações / Referência |
| ---------- | ---------- | ----------- | ------------- | ------------------- | --------- | ----------------------------- |
| 445601     | 2011 SR86  | 30 out 2007 | Catalina      | CSS                 | —         | MPC                           |
| 445602     | 2011 ST87  | 9 mar 2005  | Mount Lemmon  | Mount Lemmon Survey | —         | MPC                           |
| 445603     | 2011 SP90  | 19 nov 2007 | Kitt Peak     | Spacewatch          | —         | MPC                           |
| 445604     | 2011 SV91  | 3 nov 2007  | Catalina      | CSS                 | —         | MPC                           |
| 445605     | 2011 SK101 | 9 abr 2010  | Kitt Peak     | Spacewatch          | —         | MPC                           |
| 445606     | 2011 SL109 | 1 dez 2008  | Mount Lemmon  | Mount Lemmon Survey | —         | MPC                           |
| 445607     | 2011 SP115 | 11 out 2007 | Catalina      | CSS                 | —         | MPC                           |
| 445608     | 2011 SD118 | 20 nov 2000 | Kitt Peak     | Spacewatch          | —         | MPC                           |
| 445609     | 2011 ST128 | 23 set 2011 | Kitt Peak     | Spacewatch          | —         | MPC                           |
| 445610     | 2011 ST134 | 15 out 2007 | Mount Lemmon  | Mount Lemmon Survey | Phocaea   | MPC                           |
| 445611     | 2011 SG135 | 17 jan 2004 | Kitt Peak     | Spacewatch          | —         | MPC                           |
| 445612     | 2011 SM138 | 4 out 2007  | Kitt Peak     | Spacewatch          | —         | MPC                           |
| 445613     | 2011 SX141 | 11 mai 2002 | Socorro       | LINEAR              | —         | MPC                           |
| 445614     | 2011 SZ142 | 15 out 2007 | Kitt Peak     | Spacewatch          | —         | MPC                           |
| 445615     | 2011 SB147 | 18 out 2003 | Kitt Peak     | Spacewatch          | —         | MPC                           |
| 445616     | 2011 SD155 | 4 out 2003  | Kitt Peak     | Spacewatch          | —         | MPC                           |
| 445617     | 2011 SG158 | 12 out 2007 | Anderson Mesa | LONEOS              | Phocaea   | MPC                           |
| 445618     | 2011 SB178 | 14 set 2007 | Mount Lemmon  | Mount Lemmon Survey | —         | MPC                           |
| 445619     | 2011 SX178 | 20 out 2007 | Mount Lemmon  | Mount Lemmon Survey | —         | MPC                           |
| 445620     | 2011 SY181 | 21 out 2007 | Kitt Peak     | Spacewatch          | Phocaea   | MPC                           |
| 445621     | 2011 SE187 | 1 nov 2007  | Kitt Peak     | Spacewatch          | —         | MPC                           |
| 445622     | 2011 SZ190 | 2 out 2002  | Socorro       | LINEAR              | —         | MPC                           |
| 445623     | 2011 SG193 | 28 set 2003 | Kitt Peak     | Spacewatch          | —         | MPC                           |
| 445624     | 2011 SE211 | 31 jan 2006 | Kitt Peak     | Spacewatch          | —         | MPC                           |
| 445625     | 2011 SN212 | 17 out 1996 | Kitt Peak     | Spacewatch          | —         | MPC                           |
| 445626     | 2011 SR218 | 12 fev 2004 | Kitt Peak     | Spacewatch          | Phocaea   | MPC                           |
| 445627     | 2011 SD229 | 27 ago 2006 | Kitt Peak     | Spacewatch          | —         | MPC                           |
| 445628     | 2011 SO229 | 23 nov 2003 | Anderson Mesa | LONEOS              | —         | MPC                           |
| 445629     | 2011 SC230 | 26 set 2011 | Kitt Peak     | Spacewatch          | —         | MPC                           |
| 445630     | 2011 SW232 | 18 jul 2007 | Mount Lemmon  | Mount Lemmon Survey | —         | MPC                           |
| 445631     | 2011 SS244 | 13 out 2007 | Kitt Peak     | Spacewatch          | —         | MPC                           |
| 445632     | 2011 SZ244 | 8 mar 2005  | Mount Lemmon  | Mount Lemmon Survey | —         | MPC                           |
| 445633     | 2011 SN246 | 21 set 2011 | Catalina      | CSS                 | —         | MPC                           |
| 445634     | 2011 SK250 | 13 set 2007 | Mount Lemmon  | Mount Lemmon Survey | —         | MPC                           |
| 445635     | 2011 SY257 | 21 set 2011 | Kitt Peak     | Spacewatch          | —         | MPC                           |
| 445636     | 2011 SM258 | 14 mai 2005 | Kitt Peak     | Spacewatch          | —         | MPC                           |
| 445637     | 2011 SB259 | 28 set 2006 | Kitt Peak     | Spacewatch          | —         | MPC                           |
| 445638     | 2011 TR1   | 20 set 2011 | Kitt Peak     | Spacewatch          | —         | MPC                           |
| 445639     | 2011 TL6   | 9 abr 2010  | Kitt Peak     | Spacewatch          | —         | MPC                           |
| 445640     | 2011 UX    | 1 out 2011  | Kitt Peak     | Spacewatch          | —         | MPC                           |
| 445641     | 2011 UQ5   | 23 nov 1998 | Kitt Peak     | Spacewatch          | —         | MPC                           |
| 445642     | 2011 UT6   | 8 nov 2007  | Kitt Peak     | Spacewatch          | —         | MPC                           |
| 445643     | 2011 UB10  | 19 ago 2006 | Kitt Peak     | Spacewatch          | —         | MPC                           |
| 445644     | 2011 UQ11  | 19 nov 2003 | Anderson Mesa | LONEOS              | —         | MPC                           |
| 445645     | 2011 UF12  | 2 abr 2006  | Kitt Peak     | Spacewatch          | —         | MPC                           |
| 445646     | 2011 UZ16  | 24 set 2011 | Mount Lemmon  | Mount Lemmon Survey | —         | MPC                           |
| 445647     | 2011 UH30  | 18 out 2011 | Mount Lemmon  | Mount Lemmon Survey | —         | MPC                           |
| 445648     | 2011 UP36  | 19 out 2011 | Mount Lemmon  | Mount Lemmon Survey | —         | MPC                           |
| 445649     | 2011 UE44  | 3 nov 2007  | Kitt Peak     | Spacewatch          | —         | MPC                           |
| 445650     | 2011 UK47  | 18 out 2011 | Kitt Peak     | Spacewatch          | —         | MPC                           |
| 445651     | 2011 UG48  | 31 mar 2009 | Mount Lemmon  | Mount Lemmon Survey | —         | MPC                           |
| 445652     | 2011 UK49  | 13 fev 2004 | Kitt Peak     | Spacewatch          | —         | MPC                           |
| 445653     | 2011 UU51  | 30 out 2007 | Kitt Peak     | Spacewatch          | —         | MPC                           |
| 445654     | 2011 UG54  | 30 abr 2005 | Kitt Peak     | Spacewatch          | —         | MPC                           |
| 445655     | 2011 UJ65  | 1 nov 2007  | Kitt Peak     | Spacewatch          | —         | MPC                           |
| 445656     | 2011 UD67  | 20 out 2011 | Mount Lemmon  | Mount Lemmon Survey | —         | MPC                           |
| 445657     | 2011 UZ70  | 23 nov 1998 | Anderson Mesa | LONEOS              | —         | MPC                           |
| 445658     | 2011 UV74  | 5 nov 2007  | Kitt Peak     | Spacewatch          | —         | MPC                           |
| 445659     | 2011 UK75  | 27 ago 2006 | Kitt Peak     | Spacewatch          | —         | MPC                           |
| 445660     | 2011 UK76  | 19 out 2011 | Kitt Peak     | Spacewatch          | —         | MPC                           |
| 445661     | 2011 UN76  | 19 out 2011 | Kitt Peak     | Spacewatch          | —         | MPC                           |
| 445662     | 2011 UR77  | 19 out 2011 | Kitt Peak     | Spacewatch          | —         | MPC                           |
| 445663     | 2011 UJ79  | 28 ago 2006 | Kitt Peak     | Spacewatch          | —         | MPC                           |
| 445664     | 2011 UA80  | 19 out 2011 | Kitt Peak     | Spacewatch          | —         | MPC                           |
| 445665     | 2011 UO82  | 13 dez 2007 | Socorro       | LINEAR              | —         | MPC                           |
| 445666     | 2011 UU83  | 1 nov 2006  | Mount Lemmon  | Mount Lemmon Survey | —         | MPC                           |
| 445667     | 2011 UX84  | 19 out 2011 | Kitt Peak     | Spacewatch          | —         | MPC                           |
| 445668     | 2011 UQ86  | 20 out 2011 | Mount Lemmon  | Mount Lemmon Survey | —         | MPC                           |
| 445669     | 2011 UE88  | 16 dez 2007 | Mount Lemmon  | Mount Lemmon Survey | —         | MPC                           |
| 445670     | 2011 UP90  | 17 dez 2003 | Socorro       | LINEAR              | —         | MPC                           |
| 445671     | 2011 UK92  | 18 dez 2003 | Kitt Peak     | Spacewatch          | —         | MPC                           |
| 445672     | 2011 UX92  | 5 nov 2007  | Kitt Peak     | Spacewatch          | —         | MPC                           |
| 445673     | 2011 UP94  | 29 set 2011 | Mount Lemmon  | Mount Lemmon Survey | —         | MPC                           |
| 445674     | 2011 UT95  | 19 out 2011 | Mount Lemmon  | Mount Lemmon Survey | —         | MPC                           |
| 445675     | 2011 UF96  | 5 dez 2007  | Kitt Peak     | Spacewatch          | —         | MPC                           |
| 445676     | 2011 UK96  | 21 set 2011 | Kitt Peak     | Spacewatch          | —         | MPC                           |
| 445677     | 2011 UV103 | 29 set 2011 | Mount Lemmon  | Mount Lemmon Survey | —         | MPC                           |
| 445678     | 2011 UG105 | 17 jun 2010 | Mount Lemmon  | Mount Lemmon Survey | —         | MPC                           |
| 445679     | 2011 UJ114 | 21 out 2011 | Mount Lemmon  | Mount Lemmon Survey | —         | MPC                           |
| 445680     | 2011 UF122 | 28 set 2011 | Kitt Peak     | Spacewatch          | —         | MPC                           |
| 445681     | 2011 UW126 | 23 set 2011 | Mount Lemmon  | Mount Lemmon Survey | —         | MPC                           |
| 445682     | 2011 UD129 | 4 dez 2007  | Kitt Peak     | Spacewatch          | —         | MPC                           |
| 445683     | 2011 UJ139 | 22 out 2011 | Kitt Peak     | Spacewatch          | —         | MPC                           |
| 445684     | 2011 UP140 | 27 set 2011 | Mount Lemmon  | Mount Lemmon Survey | —         | MPC                           |
| 445685     | 2011 UG145 | 16 out 2007 | Catalina      | CSS                 | —         | MPC                           |
| 445686     | 2011 UD147 | 16 dez 2007 | Mount Lemmon  | Mount Lemmon Survey | —         | MPC                           |
| 445687     | 2011 UJ149 | 11 mai 2010 | Mount Lemmon  | Mount Lemmon Survey | —         | MPC                           |
| 445688     | 2011 UD151 | 22 set 1998 | Caussols      | ODAS                | —         | MPC                           |
| 445689     | 2011 UN155 | 28 out 2006 | Kitt Peak     | Spacewatch          | —         | MPC                           |
| 445690     | 2011 UY159 | 24 out 2011 | Socorro       | LINEAR              | Phocaea   | MPC                           |
| 445691     | 2011 UX160 | 21 out 2011 | Mount Lemmon  | Mount Lemmon Survey | —         | MPC                           |
| 445692     | 2011 UC163 | 11 nov 2007 | Mount Lemmon  | Mount Lemmon Survey | —         | MPC                           |
| 445693     | 2011 UJ166 | 15 dez 2007 | Kitt Peak     | Spacewatch          | —         | MPC                           |
| 445694     | 2011 UB172 | 8 nov 2007  | Socorro       | LINEAR              | —         | MPC                           |
| 445695     | 2011 UG173 | 29 fev 2004 | Kitt Peak     | Spacewatch          | —         | MPC                           |
| 445696     | 2011 UK174 | 28 set 1994 | Kitt Peak     | Spacewatch          | —         | MPC                           |
| 445697     | 2011 UC176 | 20 out 2011 | Mount Lemmon  | Mount Lemmon Survey | —         | MPC                           |
| 445698     | 2011 UP182 | 27 ago 2006 | Anderson Mesa | LONEOS              | —         | MPC                           |
| 445699     | 2011 UB184 | 30 dez 2007 | Kitt Peak     | Spacewatch          | —         | MPC                           |
| 445700     | 2011 UC188 | 12 mai 2005 | Mount Lemmon  | Mount Lemmon Survey | —         | MPC                           |

## 445701–445800
| Designação | Designação | Descoberta  | Descoberta    | Descobridor(es)     | Categoria | Mais informações / Referência |
| Permanente | Provisória | Data        | Local         | Descobridor(es)     | Categoria | Mais informações / Referência |
| ---------- | ---------- | ----------- | ------------- | ------------------- | --------- | ----------------------------- |
| 445701     | 2011 UA191 | 19 out 2011 | Mount Lemmon  | Mount Lemmon Survey | —         | MPC                           |
| 445702     | 2011 UG193 | 16 dez 2007 | Kitt Peak     | Spacewatch          | —         | MPC                           |
| 445703     | 2011 UU195 | 7 mar 2009  | Mount Lemmon  | Mount Lemmon Survey | —         | MPC                           |
| 445704     | 2011 UQ196 | 28 ago 2006 | Kitt Peak     | Spacewatch          | —         | MPC                           |
| 445705     | 2011 UK197 | 24 set 2011 | Mount Lemmon  | Mount Lemmon Survey | —         | MPC                           |
| 445706     | 2011 UL198 | 30 dez 2007 | Mount Lemmon  | Mount Lemmon Survey | —         | MPC                           |
| 445707     | 2011 UR198 | 25 out 2011 | Kitt Peak     | Spacewatch          | —         | MPC                           |
| 445708     | 2011 UP210 | 15 set 2007 | Mount Lemmon  | Mount Lemmon Survey | —         | MPC                           |
| 445709     | 2011 UW243 | 27 out 2006 | Kitt Peak     | Spacewatch          | —         | MPC                           |
| 445710     | 2011 UO245 | 22 out 2011 | Kitt Peak     | Spacewatch          | —         | MPC                           |
| 445711     | 2011 UN252 | 17 set 2006 | Kitt Peak     | Spacewatch          | —         | MPC                           |
| 445712     | 2011 UD255 | 9 nov 2007  | Kitt Peak     | Spacewatch          | —         | MPC                           |
| 445713     | 2011 UV260 | 19 nov 2007 | Kitt Peak     | Spacewatch          | —         | MPC                           |
| 445714     | 2011 UC261 | 23 out 2011 | Kitt Peak     | Spacewatch          | —         | MPC                           |
| 445715     | 2011 UA265 | 18 out 2011 | Kitt Peak     | Spacewatch          | —         | MPC                           |
| 445716     | 2011 UV266 | 18 out 2011 | Catalina      | CSS                 | —         | MPC                           |
| 445717     | 2011 UW269 | 7 nov 2007  | Kitt Peak     | Spacewatch          | —         | MPC                           |
| 445718     | 2011 UC279 | 16 dez 2007 | Mount Lemmon  | Mount Lemmon Survey | —         | MPC                           |
| 445719     | 2011 UA282 | 20 out 2011 | Mount Lemmon  | Mount Lemmon Survey | —         | MPC                           |
| 445720     | 2011 UA283 | 22 abr 2009 | Mount Lemmon  | Mount Lemmon Survey | —         | MPC                           |
| 445721     | 2011 UN283 | 16 jan 2008 | Kitt Peak     | Spacewatch          | Eos       | MPC                           |
| 445722     | 2011 UO287 | 20 fev 2009 | Kitt Peak     | Spacewatch          | —         | MPC                           |
| 445723     | 2011 UC289 | 20 out 2011 | Mount Lemmon  | Mount Lemmon Survey | —         | MPC                           |
| 445724     | 2011 UA297 | 29 out 2011 | Kitt Peak     | Spacewatch          | —         | MPC                           |
| 445725     | 2011 UB299 | 13 out 1998 | Kitt Peak     | Spacewatch          | —         | MPC                           |
| 445726     | 2011 UC300 | 15 nov 2006 | Mount Lemmon  | Mount Lemmon Survey | —         | MPC                           |
| 445727     | 2011 UY302 | 29 mar 2000 | Kitt Peak     | Spacewatch          | —         | MPC                           |
| 445728     | 2011 UU310 | 30 out 2011 | Kitt Peak     | Spacewatch          | —         | MPC                           |
| 445729     | 2011 UO322 | 18 out 2011 | Catalina      | CSS                 | —         | MPC                           |
| 445730     | 2011 UM325 | 16 out 2007 | Mount Lemmon  | Mount Lemmon Survey | —         | MPC                           |
| 445731     | 2011 UB336 | 26 ago 1998 | Kitt Peak     | Spacewatch          | —         | MPC                           |
| 445732     | 2011 UT347 | 31 dez 2007 | Kitt Peak     | Spacewatch          | —         | MPC                           |
| 445733     | 2011 UK359 | 2 nov 2007  | Kitt Peak     | Spacewatch          | —         | MPC                           |
| 445734     | 2011 UQ359 | 4 nov 2007  | Kitt Peak     | Spacewatch          | —         | MPC                           |
| 445735     | 2011 UH360 | 13 jan 2008 | Mount Lemmon  | Mount Lemmon Survey | —         | MPC                           |
| 445736     | 2011 UD374 | 15 set 2007 | Mount Lemmon  | Mount Lemmon Survey | —         | MPC                           |
| 445737     | 2011 UY385 | 17 dez 2007 | Mount Lemmon  | Mount Lemmon Survey | —         | MPC                           |
| 445738     | 2011 UH389 | 4 mar 2005  | Mount Lemmon  | Mount Lemmon Survey | Phocaea   | MPC                           |
| 445739     | 2011 UX397 | 27 set 2011 | Kitt Peak     | Spacewatch          | —         | MPC                           |
| 445740     | 2011 UJ405 | 13 set 1998 | Kitt Peak     | Spacewatch          | —         | MPC                           |
| 445741     | 2011 VS7   | 2 out 2002  | Socorro       | LINEAR              | —         | MPC                           |
| 445742     | 2011 VG13  | 15 jan 2004 | Kitt Peak     | Spacewatch          | —         | MPC                           |
| 445743     | 2011 WE2   | 19 dez 2003 | Socorro       | LINEAR              | —         | MPC                           |
| 445744     | 2011 WO14  | 16 jan 2008 | Kitt Peak     | Spacewatch          | —         | MPC                           |
| 445745     | 2011 WS24  | 28 set 2006 | Kitt Peak     | Spacewatch          | —         | MPC                           |
| 445746     | 2011 WL30  | 29 ago 2006 | Kitt Peak     | Spacewatch          | —         | MPC                           |
| 445747     | 2011 WW36  | 18 out 2011 | Mount Lemmon  | Mount Lemmon Survey | —         | MPC                           |
| 445748     | 2011 WS39  | 29 set 1994 | Kitt Peak     | Spacewatch          | —         | MPC                           |
| 445749     | 2011 WT42  | 1 out 2005  | Catalina      | CSS                 | —         | MPC                           |
| 445750     | 2011 WG43  | 15 out 2007 | Mount Lemmon  | Mount Lemmon Survey | —         | MPC                           |
| 445751     | 2011 WC57  | 5 dez 2007  | Kitt Peak     | Spacewatch          | —         | MPC                           |
| 445752     | 2011 WA69  | 17 nov 2007 | Mount Lemmon  | Mount Lemmon Survey | —         | MPC                           |
| 445753     | 2011 WW69  | 9 jan 2002  | Socorro       | LINEAR              | —         | MPC                           |
| 445754     | 2011 WY69  | 12 fev 2004 | Kitt Peak     | Spacewatch          | —         | MPC                           |
| 445755     | 2011 WV70  | 11 nov 2007 | Mount Lemmon  | Mount Lemmon Survey | —         | MPC                           |
| 445756     | 2011 WD73  | 17 abr 2009 | Kitt Peak     | Spacewatch          | —         | MPC                           |
| 445757     | 2011 WR81  | 22 nov 2006 | Kitt Peak     | Spacewatch          | —         | MPC                           |
| 445758     | 2011 WR84  | 21 nov 2007 | Mount Lemmon  | Mount Lemmon Survey | —         | MPC                           |
| 445759     | 2011 WN96  | 18 set 2006 | Kitt Peak     | Spacewatch          | —         | MPC                           |
| 445760     | 2011 WV96  | 19 dez 2007 | Mount Lemmon  | Mount Lemmon Survey | —         | MPC                           |
| 445761     | 2011 WT97  | 31 dez 2007 | Kitt Peak     | Spacewatch          | —         | MPC                           |
| 445762     | 2011 WT103 | 6 jul 2010  | Kitt Peak     | Spacewatch          | Brangane  | MPC                           |
| 445763     | 2011 WR105 | 16 nov 2011 | Kitt Peak     | Spacewatch          | —         | MPC                           |
| 445764     | 2011 WY112 | 29 set 2011 | Catalina      | CSS                 | —         | MPC                           |
| 445765     | 2011 WD114 | 20 dez 1995 | Kitt Peak     | Spacewatch          | —         | MPC                           |
| 445766     | 2011 WB115 | 19 dez 2007 | Kitt Peak     | Spacewatch          | —         | MPC                           |
| 445767     | 2011 WC115 | 12 nov 2007 | Mount Lemmon  | Mount Lemmon Survey | —         | MPC                           |
| 445768     | 2011 WY118 | 28 mar 2009 | Kitt Peak     | Spacewatch          | —         | MPC                           |
| 445769     | 2011 WH136 | 20 nov 2006 | Mount Lemmon  | Mount Lemmon Survey | Eos       | MPC                           |
| 445770     | 2011 WD137 | 17 set 2006 | Kitt Peak     | Spacewatch          | —         | MPC                           |
| 445771     | 2011 WX142 | 10 jan 2008 | Mount Lemmon  | Mount Lemmon Survey | —         | MPC                           |
| 445772     | 2011 WD143 | 11 jan 2008 | Kitt Peak     | Spacewatch          | —         | MPC                           |
| 445773     | 2011 WS151 | 17 jan 2009 | Kitt Peak     | Spacewatch          | —         | MPC                           |
| 445774     | 2011 XN3   | 14 dez 2007 | Socorro       | LINEAR              | —         | MPC                           |
| 445775     | 2011 YA    | 16 dez 2011 | Catalina      | CSS                 | —         | MPC                           |
| 445776     | 2011 YP9   | 16 nov 2011 | Mount Lemmon  | Mount Lemmon Survey | —         | MPC                           |
| 445777     | 2011 YU15  | 22 mar 1999 | Anderson Mesa | LONEOS              | —         | MPC                           |
| 445778     | 2011 YW17  | 12 mar 2008 | Kitt Peak     | Spacewatch          | —         | MPC                           |
| 445779     | 2011 YU32  | 20 jul 2010 | WISE          | WISE                | —         | MPC                           |
| 445780     | 2011 YP33  | 28 nov 2011 | Mount Lemmon  | Mount Lemmon Survey | —         | MPC                           |
| 445781     | 2011 YR45  | 25 out 2005 | Mount Lemmon  | Mount Lemmon Survey | —         | MPC                           |
| 445782     | 2011 YJ48  | 24 dez 2011 | Mount Lemmon  | Mount Lemmon Survey | —         | MPC                           |
| 445783     | 2011 YF53  | 27 out 2006 | Catalina      | CSS                 | —         | MPC                           |
| 445784     | 2011 YD57  | 22 nov 2006 | Mount Lemmon  | Mount Lemmon Survey | —         | MPC                           |
| 445785     | 2011 YZ65  | 31 dez 2011 | Kitt Peak     | Spacewatch          | —         | MPC                           |
| 445786     | 2011 YR77  | 17 fev 2007 | Mount Lemmon  | Mount Lemmon Survey | —         | MPC                           |
| 445787     | 2011 YA78  | 19 dez 2003 | Kitt Peak     | Spacewatch          | —         | MPC                           |
| 445788     | 2012 AN2   | 13 set 2004 | Socorro       | LINEAR              | Brangane  | MPC                           |
| 445789     | 2012 AK4   | 12 dez 2006 | Mount Lemmon  | Mount Lemmon Survey | —         | MPC                           |
| 445790     | 2012 AY4   | 7 ago 2010  | WISE          | WISE                | —         | MPC                           |
| 445791     | 2012 AN14  | 11 fev 2008 | Mount Lemmon  | Mount Lemmon Survey | —         | MPC                           |
| 445792     | 2012 AF20  | 25 nov 2005 | Catalina      | CSS                 | Brangane  | MPC                           |
| 445793     | 2012 AO21  | 22 jul 2010 | WISE          | WISE                | —         | MPC                           |
| 445794     | 2012 BD1   | 20 fev 2001 | Socorro       | LINEAR              | —         | MPC                           |
| 445795     | 2012 BC5   | 19 out 2006 | Mount Lemmon  | Mount Lemmon Survey | —         | MPC                           |
| 445796     | 2012 BN5   | 12 set 2004 | Kitt Peak     | Spacewatch          | —         | MPC                           |
| 445797     | 2012 BB16  | 21 jan 2001 | Kitt Peak     | Spacewatch          | —         | MPC                           |
| 445798     | 2012 BV29  | 26 dez 2011 | Kitt Peak     | Spacewatch          | —         | MPC                           |
| 445799     | 2012 BY29  | 12 mar 2007 | Mount Lemmon  | Mount Lemmon Survey | —         | MPC                           |
| 445800     | 2012 BQ32  | 25 fev 2007 | Mount Lemmon  | Mount Lemmon Survey | —         | MPC                           |

## 445801–445900
| Designação | Designação | Descoberta  | Descoberta    | Descobridor(es)     | Categoria | Mais informações / Referência |
| Permanente | Provisória | Data        | Local         | Descobridor(es)     | Categoria | Mais informações / Referência |
| ---------- | ---------- | ----------- | ------------- | ------------------- | --------- | ----------------------------- |
| 445801     | 2012 BD34  | 11 out 2010 | Mount Lemmon  | Mount Lemmon Survey | —         | MPC                           |
| 445802     | 2012 BD48  | 24 dez 2011 | Mount Lemmon  | Mount Lemmon Survey | —         | MPC                           |
| 445803     | 2012 BN58  | 10 jan 2007 | Mount Lemmon  | Mount Lemmon Survey | —         | MPC                           |
| 445804     | 2012 BJ67  | 26 jul 2010 | WISE          | WISE                | —         | MPC                           |
| 445805     | 2012 BH76  | 18 jan 1996 | Kitt Peak     | Spacewatch          | —         | MPC                           |
| 445806     | 2012 BK81  | 25 out 2005 | Kitt Peak     | Spacewatch          | —         | MPC                           |
| 445807     | 2012 BP81  | 6 fev 2007  | Mount Lemmon  | Mount Lemmon Survey | —         | MPC                           |
| 445808     | 2012 BK84  | 28 dez 2005 | Mount Lemmon  | Mount Lemmon Survey | —         | MPC                           |
| 445809     | 2012 BS86  | 10 jan 2007 | Socorro       | LINEAR              | —         | MPC                           |
| 445810     | 2012 BK89  | 17 nov 2006 | Kitt Peak     | Spacewatch          | —         | MPC                           |
| 445811     | 2012 BU90  | 3 mai 2008  | Mount Lemmon  | Mount Lemmon Survey | —         | MPC                           |
| 445812     | 2012 BX110 | 27 jan 2012 | Kitt Peak     | Spacewatch          | Brangane  | MPC                           |
| 445813     | 2012 BH112 | 14 mar 2005 | Mount Lemmon  | Mount Lemmon Survey | Pallas    | MPC                           |
| 445814     | 2012 BO112 | 3 set 2010  | Mount Lemmon  | Mount Lemmon Survey | —         | MPC                           |
| 445815     | 2012 BF117 | 27 jul 2010 | WISE          | WISE                | Brangane  | MPC                           |
| 445816     | 2012 BH120 | 1 nov 2010  | Mount Lemmon  | Mount Lemmon Survey | —         | MPC                           |
| 445817     | 2012 BM124 | 27 jan 2012 | Mount Lemmon  | Mount Lemmon Survey | —         | MPC                           |
| 445818     | 2012 BR128 | 25 jul 2010 | WISE          | WISE                | —         | MPC                           |
| 445819     | 2012 BF130 | 19 jan 2012 | Kitt Peak     | Spacewatch          | —         | MPC                           |
| 445820     | 2012 BQ131 | 6 ago 2010  | WISE          | WISE                | —         | MPC                           |
| 445821     | 2012 BV135 | 23 set 2005 | Kitt Peak     | Spacewatch          | —         | MPC                           |
| 445822     | 2012 BK139 | 12 nov 2010 | Mount Lemmon  | Mount Lemmon Survey | —         | MPC                           |
| 445823     | 2012 BO151 | 21 nov 2005 | Catalina      | CSS                 | Brangane  | MPC                           |
| 445824     | 2012 BF152 | 28 jan 2007 | Mount Lemmon  | Mount Lemmon Survey | —         | MPC                           |
| 445825     | 2012 CR2   | 2 out 2010  | Kitt Peak     | Spacewatch          | —         | MPC                           |
| 445826     | 2012 CQ5   | 10 nov 2010 | Mount Lemmon  | Mount Lemmon Survey | —         | MPC                           |
| 445827     | 2012 CV9   | 4 jan 2012  | Mount Lemmon  | Mount Lemmon Survey | —         | MPC                           |
| 445828     | 2012 CW17  | 10 ago 2009 | Kitt Peak     | Spacewatch          | —         | MPC                           |
| 445829     | 2012 CG18  | 25 out 2005 | Kitt Peak     | Spacewatch          | —         | MPC                           |
| 445830     | 2012 CL19  | 11 fev 2012 | Mount Lemmon  | Mount Lemmon Survey | —         | MPC                           |
| 445831     | 2012 CR33  | 6 dez 2005  | Kitt Peak     | Spacewatch          | —         | MPC                           |
| 445832     | 2012 CU40  | 23 jan 2006 | Kitt Peak     | Spacewatch          | —         | MPC                           |
| 445833     | 2012 CT41  | 1 nov 2005  | Mount Lemmon  | Mount Lemmon Survey | —         | MPC                           |
| 445834     | 2012 CX44  | 7 set 2002  | Socorro       | LINEAR              | —         | MPC                           |
| 445835     | 2012 CN52  | 29 jan 2012 | Kitt Peak     | Spacewatch          | Brangane  | MPC                           |
| 445836     | 2012 CG53  | 18 jan 2012 | Catalina      | CSS                 | —         | MPC                           |
| 445837     | 2012 DO7   | 9 ago 2010  | WISE          | WISE                | —         | MPC                           |
| 445838     | 2012 DT10  | 30 jan 2012 | Kitt Peak     | Spacewatch          | —         | MPC                           |
| 445839     | 2012 DW12  | 4 nov 2004  | Socorro       | LINEAR              | —         | MPC                           |
| 445840     | 2012 DE25  | 22 jan 2006 | Catalina      | CSS                 | —         | MPC                           |
| 445841     | 2012 DT25  | 7 set 2004  | Kitt Peak     | Spacewatch          | —         | MPC                           |
| 445842     | 2012 DA31  | 3 nov 2010  | Mount Lemmon  | Mount Lemmon Survey | —         | MPC                           |
| 445843     | 2012 DB54  | 28 mar 2008 | Mount Lemmon  | Mount Lemmon Survey | —         | MPC                           |
| 445844     | 2012 DS55  | 24 fev 2006 | Kitt Peak     | Spacewatch          | —         | MPC                           |
| 445845     | 2012 DD56  | 3 fev 2006  | Mount Lemmon  | Mount Lemmon Survey | —         | MPC                           |
| 445846     | 2012 DP89  | 17 jan 2007 | Catalina      | CSS                 | —         | MPC                           |
| 445847     | 2012 ET16  | 21 fev 2012 | Mount Lemmon  | Mount Lemmon Survey | —         | MPC                           |
| 445848     | 2012 FX26  | 21 fev 2012 | Kitt Peak     | Spacewatch          | Juno      | MPC                           |
| 445849     | 2012 FO45  | 26 dez 2005 | Mount Lemmon  | Mount Lemmon Survey | —         | MPC                           |
| 445850     | 2012 FF63  | 22 jan 2006 | Socorro       | LINEAR              | —         | MPC                           |
| 445851     | 2012 FC75  | 26 set 2009 | Mount Lemmon  | Mount Lemmon Survey | —         | MPC                           |
| 445852     | 2012 FU81  | 14 out 2004 | Anderson Mesa | LONEOS              | —         | MPC                           |
| 445853     | 2012 GH32  | 26 jan 2006 | Anderson Mesa | LONEOS              | —         | MPC                           |
| 445854     | 2012 HT20  | 26 set 2005 | Catalina      | CSS                 | —         | MPC                           |
| 445855     | 2012 HG42  | 17 nov 2010 | Mount Lemmon  | Mount Lemmon Survey | —         | MPC                           |
| 445856     | 2012 HD56  | 13 nov 2010 | Kitt Peak     | Spacewatch          | —         | MPC                           |
| 445857     | 2012 MR6   | 2 nov 2010  | Mount Lemmon  | Mount Lemmon Survey | —         | MPC                           |
| 445858     | 2012 OL    | 9 out 2007  | Catalina      | CSS                 | —         | MPC                           |
| 445859     | 2012 SX46  | 23 out 2006 | Mount Lemmon  | Mount Lemmon Survey | —         | MPC                           |
| 445860     | 2012 SD51  | 27 jan 2007 | Kitt Peak     | Spacewatch          | —         | MPC                           |
| 445861     | 2012 TU10  | 6 out 2012  | Mount Lemmon  | Mount Lemmon Survey | —         | MPC                           |
| 445862     | 2012 TO54  | 11 mar 2007 | Catalina      | CSS                 | —         | MPC                           |
| 445863     | 2012 TS57  | 27 jan 2007 | Mount Lemmon  | Mount Lemmon Survey | —         | MPC                           |
| 445864     | 2012 TH66  | 23 set 2012 | Mount Lemmon  | Mount Lemmon Survey | —         | MPC                           |
| 445865     | 2012 TC69  | 10 jan 2007 | Mount Lemmon  | Mount Lemmon Survey | —         | MPC                           |
| 445866     | 2012 TN87  | 15 abr 2007 | Mount Lemmon  | Mount Lemmon Survey | —         | MPC                           |
| 445867     | 2012 TD120 | 16 out 2009 | Kitt Peak     | Spacewatch          | —         | MPC                           |
| 445868     | 2012 TQ149 | 10 mai 2005 | Mount Lemmon  | Mount Lemmon Survey | —         | MPC                           |
| 445869     | 2012 TU155 | 16 dez 2009 | Mount Lemmon  | Mount Lemmon Survey | —         | MPC                           |
| 445870     | 2012 TS168 | 4 out 1996  | Kitt Peak     | Spacewatch          | —         | MPC                           |
| 445871     | 2012 TZ193 | 16 nov 2009 | Kitt Peak     | Spacewatch          | —         | MPC                           |
| 445872     | 2012 TU206 | 6 abr 2011  | Kitt Peak     | Spacewatch          | —         | MPC                           |
| 445873     | 2012 TB243 | 14 set 2012 | Kitt Peak     | Spacewatch          | —         | MPC                           |
| 445874     | 2012 TS255 | 15 out 2012 | Kitt Peak     | Spacewatch          | —         | MPC                           |
| 445875     | 2012 TA284 | 15 out 2012 | Mount Lemmon  | Mount Lemmon Survey | —         | MPC                           |
| 445876     | 2012 UQ26  | 25 dez 2009 | Kitt Peak     | Spacewatch          | —         | MPC                           |
| 445877     | 2012 UT45  | 16 nov 2009 | Mount Lemmon  | Mount Lemmon Survey | —         | MPC                           |
| 445878     | 2012 UH56  | 13 out 2012 | Kitt Peak     | Spacewatch          | —         | MPC                           |
| 445879     | 2012 UG91  | 9 nov 1999  | Kitt Peak     | Spacewatch          | —         | MPC                           |
| 445880     | 2012 UF99  | 17 nov 2006 | Kitt Peak     | Spacewatch          | —         | MPC                           |
| 445881     | 2012 UN116 | 23 nov 2009 | Kitt Peak     | Spacewatch          | —         | MPC                           |
| 445882     | 2012 UL124 | 8 dez 2005  | Kitt Peak     | Spacewatch          | —         | MPC                           |
| 445883     | 2012 UR133 | 17 nov 2009 | Kitt Peak     | Spacewatch          | —         | MPC                           |
| 445884     | 2012 UZ149 | 17 dez 2009 | Kitt Peak     | Spacewatch          | —         | MPC                           |
| 445885     | 2012 UO163 | 30 mar 2008 | Kitt Peak     | Spacewatch          | —         | MPC                           |
| 445886     | 2012 VZ    | 19 dez 2009 | Kitt Peak     | Spacewatch          | —         | MPC                           |
| 445887     | 2012 VL10  | 29 nov 2005 | Kitt Peak     | Spacewatch          | —         | MPC                           |
| 445888     | 2012 VJ16  | 15 dez 2009 | Mount Lemmon  | Mount Lemmon Survey | —         | MPC                           |
| 445889     | 2012 VB17  | 12 mar 2010 | Kitt Peak     | Spacewatch          | —         | MPC                           |
| 445890     | 2012 VA18  | 30 nov 2005 | Kitt Peak     | Spacewatch          | —         | MPC                           |
| 445891     | 2012 VU24  | 10 jan 2007 | Mount Lemmon  | Mount Lemmon Survey | —         | MPC                           |
| 445892     | 2012 VH34  | 3 jul 2005  | Mount Lemmon  | Mount Lemmon Survey | —         | MPC                           |
| 445893     | 2012 VC39  | 4 set 1999  | Kitt Peak     | Spacewatch          | —         | MPC                           |
| 445894     | 2012 VV42  | 6 nov 2012  | Mount Lemmon  | Mount Lemmon Survey | —         | MPC                           |
| 445895     | 2012 VD44  | 5 abr 2011  | Kitt Peak     | Spacewatch          | —         | MPC                           |
| 445896     | 2012 VY57  | 20 out 2012 | Kitt Peak     | Spacewatch          | —         | MPC                           |
| 445897     | 2012 VP73  | 22 dez 2005 | Kitt Peak     | Spacewatch          | —         | MPC                           |
| 445898     | 2012 VD81  | 23 fev 2007 | Mount Lemmon  | Mount Lemmon Survey | —         | MPC                           |
| 445899     | 2012 VA82  | 29 mar 2011 | Kitt Peak     | Spacewatch          | —         | MPC                           |
| 445900     | 2012 VH82  | 16 dez 2009 | Kitt Peak     | Spacewatch          | —         | MPC                           |

## 445901–446000
| Designação | Designação | Descoberta  | Descoberta       | Descobridor(es)         | Categoria | Mais informações / Referência |
| Permanente | Provisória | Data        | Local            | Descobridor(es)         | Categoria | Mais informações / Referência |
| ---------- | ---------- | ----------- | ---------------- | ----------------------- | --------- | ----------------------------- |
| 445901     | 2012 VE85  | 1 out 2005  | Kitt Peak        | Spacewatch              | —         | MPC                           |
| 445902     | 2012 VA87  | 10 nov 2009 | Mount Lemmon     | Mount Lemmon Survey     | —         | MPC                           |
| 445903     | 2012 VH105 | 14 out 2012 | Kitt Peak        | Spacewatch              | —         | MPC                           |
| 445904     | 2012 VY105 | 27 out 2005 | Mount Lemmon     | Mount Lemmon Survey     | —         | MPC                           |
| 445905     | 2012 WV16  | 29 jul 2008 | Kitt Peak        | Spacewatch              | —         | MPC                           |
| 445906     | 2012 WO25  | 9 mar 2007  | Mount Lemmon     | Mount Lemmon Survey     | —         | MPC                           |
| 445907     | 2012 WQ27  | 14 set 2007 | Catalina         | CSS                     | —         | MPC                           |
| 445908     | 2012 WE35  | 7 nov 2012  | Kitt Peak        | Spacewatch              | —         | MPC                           |
| 445909     | 2012 XN32  | 9 mar 2007  | Mount Lemmon     | Mount Lemmon Survey     | —         | MPC                           |
| 445910     | 2012 XO32  | 28 nov 2005 | Mount Lemmon     | Mount Lemmon Survey     | —         | MPC                           |
| 445911     | 2012 XM33  | 1 nov 2005  | Mount Lemmon     | Mount Lemmon Survey     | —         | MPC                           |
| 445912     | 2012 XC38  | 15 dez 2001 | Socorro          | LINEAR                  | —         | MPC                           |
| 445913     | 2012 XJ44  | 3 nov 2005  | Kitt Peak        | Spacewatch              | —         | MPC                           |
| 445914     | 2012 XH46  | 1 fev 2003  | Kitt Peak        | Spacewatch              | —         | MPC                           |
| 445915     | 2012 XZ49  | 22 out 2005 | Catalina         | CSS                     | —         | MPC                           |
| 445916     | 2012 XE50  | 24 out 1995 | Kitt Peak        | Spacewatch              | —         | MPC                           |
| 445917 Ola | 2012 XF71  | 5 dez 2012  | Rantiga          | M. Kusiak, M. Żołnowski | —         | MPC                           |
| 445918     | 2012 XT83  | 6 dez 2012  | Kitt Peak        | Spacewatch              | —         | MPC                           |
| 445919     | 2012 XE94  | 27 jan 2007 | Mount Lemmon     | Mount Lemmon Survey     | —         | MPC                           |
| 445920     | 2012 XH94  | 1 out 2008  | Kitt Peak        | Spacewatch              | —         | MPC                           |
| 445921     | 2012 XQ95  | 25 mai 2006 | Kitt Peak        | Spacewatch              | —         | MPC                           |
| 445922     | 2012 XF106 | 15 out 2004 | Kitt Peak        | Spacewatch              | —         | MPC                           |
| 445923     | 2012 XB113 | 29 jan 2003 | Kitt Peak        | Spacewatch              | Flora     | MPC                           |
| 445924     | 2012 XN117 | 9 out 2007  | Anderson Mesa    | LONEOS                  | Phocaea   | MPC                           |
| 445925     | 2012 XU119 | 3 jan 2000  | Kitt Peak        | Spacewatch              | —         | MPC                           |
| 445926     | 2012 XD120 | 18 dez 2001 | Socorro          | LINEAR                  | —         | MPC                           |
| 445927     | 2012 XB124 | 2 out 2008  | Kitt Peak        | Spacewatch              | —         | MPC                           |
| 445928     | 2012 XY138 | 5 dez 2012  | Mount Lemmon     | Mount Lemmon Survey     | —         | MPC                           |
| 445929     | 2012 XD145 | 23 out 2004 | Kitt Peak        | Spacewatch              | Mitidika  | MPC                           |
| 445930     | 2013 AR4   | 9 mar 2005  | Kitt Peak        | Spacewatch              | —         | MPC                           |
| 445931     | 2013 AA6   | 20 dez 2009 | Mount Lemmon     | Mount Lemmon Survey     | —         | MPC                           |
| 445932     | 2013 AN11  | 2 out 2008  | Mount Lemmon     | Mount Lemmon Survey     | —         | MPC                           |
| 445933     | 2013 AJ15  | 16 out 2003 | Kitt Peak        | Spacewatch              | —         | MPC                           |
| 445934     | 2013 AX24  | 9 set 2008  | Mount Lemmon     | Mount Lemmon Survey     | —         | MPC                           |
| 445935     | 2013 AE33  | 19 dez 2004 | Anderson Mesa    | LONEOS                  | Phocaea   | MPC                           |
| 445936     | 2013 AQ33  | 3 nov 2008  | Mount Lemmon     | Mount Lemmon Survey     | —         | MPC                           |
| 445937     | 2013 AR35  | 4 set 2008  | Kitt Peak        | Spacewatch              | —         | MPC                           |
| 445938     | 2013 AY39  | 5 jan 2013  | Kitt Peak        | Spacewatch              | —         | MPC                           |
| 445939     | 2013 AG43  | 2 mar 1995  | Kitt Peak        | Spacewatch              | —         | MPC                           |
| 445940     | 2013 AE44  | 3 jan 2013  | Catalina         | CSS                     | —         | MPC                           |
| 445941     | 2013 AK50  | 29 mai 2011 | Mount Lemmon     | Mount Lemmon Survey     | —         | MPC                           |
| 445942     | 2013 AM57  | 24 nov 2008 | Mount Lemmon     | Mount Lemmon Survey     | —         | MPC                           |
| 445943     | 2013 AT57  | 2 fev 2005  | Kitt Peak        | Spacewatch              | —         | MPC                           |
| 445944     | 2013 AN61  | 10 set 2004 | Kitt Peak        | Spacewatch              | —         | MPC                           |
| 445945     | 2013 AN64  | 24 nov 1997 | Kitt Peak        | Spacewatch              | —         | MPC                           |
| 445946     | 2013 AS69  | 22 out 2008 | Kitt Peak        | Spacewatch              | —         | MPC                           |
| 445947     | 2013 AR70  | 3 jan 2013  | Mount Lemmon     | Mount Lemmon Survey     | —         | MPC                           |
| 445948     | 2013 AU70  | 2 abr 2005  | Kitt Peak        | Spacewatch              | —         | MPC                           |
| 445949     | 2013 AX70  | 19 jan 2004 | Kitt Peak        | Spacewatch              | —         | MPC                           |
| 445950     | 2013 AU74  | 23 mar 2006 | Catalina         | CSS                     | —         | MPC                           |
| 445951     | 2013 AS75  | 3 nov 2008  | Mount Lemmon     | Mount Lemmon Survey     | —         | MPC                           |
| 445952     | 2013 AR78  | 31 out 2008 | Catalina         | CSS                     | —         | MPC                           |
| 445953     | 2013 AA84  | 12 fev 2002 | Kitt Peak        | Spacewatch              | —         | MPC                           |
| 445954     | 2013 AL86  | 24 dez 2005 | Kitt Peak        | Spacewatch              | —         | MPC                           |
| 445955     | 2013 AS88  | 10 nov 2004 | Kitt Peak        | Spacewatch              | —         | MPC                           |
| 445956     | 2013 AK89  | 1 nov 2008  | Mount Lemmon     | Mount Lemmon Survey     | —         | MPC                           |
| 445957     | 2013 AM89  | 30 set 2005 | Catalina         | CSS                     | —         | MPC                           |
| 445958     | 2013 AR90  | 15 jan 2013 | Catalina         | CSS                     | —         | MPC                           |
| 445959     | 2013 AJ97  | 29 dez 2008 | Kitt Peak        | Spacewatch              | —         | MPC                           |
| 445960     | 2013 AW99  | 8 set 2011  | Kitt Peak        | Spacewatch              | —         | MPC                           |
| 445961     | 2013 AR102 | 5 jan 2013  | Kitt Peak        | Spacewatch              | —         | MPC                           |
| 445962     | 2013 AW104 | 28 dez 2003 | Socorro          | LINEAR                  | —         | MPC                           |
| 445963     | 2013 AG112 | 17 nov 2004 | Campo Imperatore | CINEOS                  | —         | MPC                           |
| 445964     | 2013 AW115 | 3 dez 2000  | Kitt Peak        | Spacewatch              | —         | MPC                           |
| 445965     | 2013 AY115 | 3 jan 2009  | Mount Lemmon     | Mount Lemmon Survey     | —         | MPC                           |
| 445966     | 2013 AE122 | 11 mar 2005 | Mount Lemmon     | Mount Lemmon Survey     | —         | MPC                           |
| 445967     | 2013 AN125 | 23 set 2008 | Kitt Peak        | Spacewatch              | —         | MPC                           |
| 445968     | 2013 AX128 | 13 out 2007 | Catalina         | CSS                     | —         | MPC                           |
| 445969     | 2013 AP130 | 28 jan 2006 | Kitt Peak        | Spacewatch              | —         | MPC                           |
| 445970     | 2013 AV132 | 21 dez 2008 | Catalina         | CSS                     | —         | MPC                           |
| 445971     | 2013 BZ7   | 16 jan 2005 | Kitt Peak        | Spacewatch              | —         | MPC                           |
| 445972     | 2013 BE9   | 27 jun 2010 | WISE             | WISE                    | —         | MPC                           |
| 445973     | 2013 BO14  | 17 jan 2013 | Mount Lemmon     | Mount Lemmon Survey     | Brangane  | MPC                           |
| 445974     | 2013 BJ18  | 16 jan 2013 | Haleakalā        | Pan-STARRS              | —         | MPC                           |
| 445975     | 2013 BM21  | 5 mar 2006  | Kitt Peak        | Spacewatch              | —         | MPC                           |
| 445976     | 2013 BV21  | 19 abr 2010 | WISE             | WISE                    | —         | MPC                           |
| 445977     | 2013 BD24  | 1 dez 2008  | Mount Lemmon     | Mount Lemmon Survey     | —         | MPC                           |
| 445978     | 2013 BD34  | 7 dez 2005  | Catalina         | CSS                     | —         | MPC                           |
| 445979     | 2013 BE35  | 25 fev 2006 | Kitt Peak        | Spacewatch              | —         | MPC                           |
| 445980     | 2013 BL43  | 9 abr 2006  | Kitt Peak        | Spacewatch              | —         | MPC                           |
| 445981     | 2013 BS44  | 13 set 2007 | Catalina         | CSS                     | —         | MPC                           |
| 445982     | 2013 BV46  | 5 jan 2013  | Kitt Peak        | Spacewatch              | —         | MPC                           |
| 445983     | 2013 BY46  | 3 nov 2004  | Kitt Peak        | Spacewatch              | —         | MPC                           |
| 445984     | 2013 BB55  | 20 nov 2003 | Kitt Peak        | Spacewatch              | —         | MPC                           |
| 445985     | 2013 BY59  | 3 mar 2005  | Catalina         | CSS                     | —         | MPC                           |
| 445986     | 2013 BB60  | 28 set 2000 | Kitt Peak        | Spacewatch              | —         | MPC                           |
| 445987     | 2013 BA69  | 7 jan 2006  | Mount Lemmon     | Mount Lemmon Survey     | —         | MPC                           |
| 445988     | 2013 BJ71  | 20 nov 2008 | Mount Lemmon     | Mount Lemmon Survey     | —         | MPC                           |
| 445989     | 2013 BE77  | 11 dez 2004 | Kitt Peak        | Spacewatch              | —         | MPC                           |
| 445990     | 2013 BY78  | 27 jan 2006 | Mount Lemmon     | Mount Lemmon Survey     | —         | MPC                           |
| 445991     | 2013 CZ1   | 4 set 2010  | Mount Lemmon     | Mount Lemmon Survey     | Brangane  | MPC                           |
| 445992     | 2013 CW2   | 20 nov 2008 | Kitt Peak        | Spacewatch              | —         | MPC                           |
| 445993     | 2013 CY4   | 24 ago 2007 | Kitt Peak        | Spacewatch              | —         | MPC                           |
| 445994     | 2013 CD12  | 4 abr 2008  | Catalina         | CSS                     | —         | MPC                           |
| 445995     | 2013 CZ14  | 31 mar 2005 | Kitt Peak        | Spacewatch              | —         | MPC                           |
| 445996     | 2013 CW16  | 13 nov 2007 | Kitt Peak        | Spacewatch              | —         | MPC                           |
| 445997     | 2013 CG19  | 21 ago 2006 | Kitt Peak        | Spacewatch              | —         | MPC                           |
| 445998     | 2013 CP19  | 28 set 2008 | Socorro          | LINEAR                  | —         | MPC                           |
| 445999     | 2013 CE20  | 5 mar 2002  | Kitt Peak        | Spacewatch              | —         | MPC                           |
| 446000     | 2013 CV20  | 4 jan 2013  | Mount Lemmon     | Mount Lemmon Survey     | —         | MPC                           |